# Tourisme en Guadeloupe

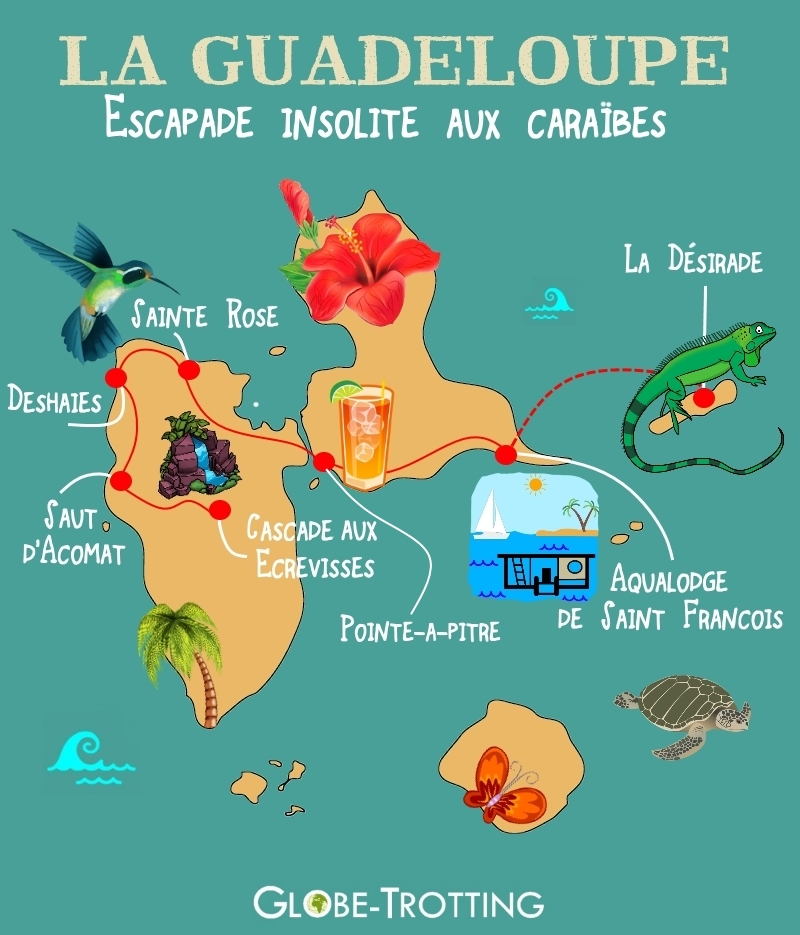
Carte touristique de la Guadeloupe

La Guadeloupe est une destination prisée pour le tourisme car elle attire par la richesse de ses paysages (îles d'origine volcanique, falaises et côtes rocheuses sauvages, cascades, plages de sable blanc, roux ou noir), par les nombreux milieux naturels et la biodiversité qu'elle conserve notamment grâce à l'appui du parc national de la Guadeloupe, par le patrimoine dont elle dispose et qui témoigne de l'histoire de l'archipel (Roches gravées de Trois-Rivières, musées, habitations sucrières, artisanat local), et grâce encore aux nombreux sites à découvrir au hasard de la visite de certaines communes de l'île. Également, la Guadeloupe offre aussi de nombreuses activités sportives, comme le nautisme, randonnées, découverte des fonds marins, pêche au gros, visite de Grand-cul-de-sac-Marin, etc. Et c'est pour ces raisons qu'elle se classe première destination touristique de l'outre-mer français. Puisque le tourisme guadeloupéen a su développer et mettre en avant tous les atouts de l’île aussi bien le soleil et la mer que la forêt et le volcan de la Soufrière.
Le tourisme en Guadeloupe, et plus précisément son activité, possède sa propre économie qui est essentiellement centrée sur une clientèle française.
Les touristes qui visitent la Guadeloupe ne sont que 12 % à voyager seuls contre 80 % à se déplacer en famille.

## Contexte général

### Repères géographiques

Localisation de la Guadeloupe.

Ce territoire français se situe dans la Caraïbe et plus précisément dans les Petites Antilles. Il se trouve à environ 7 000 km de la France métropolitaine, 600 km au nord des côtes de l'Amérique du Sud, à 600 km à l'est de la République dominicaine et à 950 km au sud-est des États-Unis. Il est bordé par l'océan Atlantique à l'est et par la mer des Caraïbes à l'ouest. Les autres territoires situés à proximité de la Guadeloupe sont Montserrat au nord et la Dominique au sud. La Guadeloupe se compose de six îles principales : Basse-Terre, Grande-Terre, Marie-Galante, La Désirade, Les Saintes comprenant les îles de Terre-de-Haut et Terre-de-Bas. La région compte aussi de nombreux îlets inhabités comme ceux constituant l'archipel des Îles de la Petite-Terre.

### Climat
La Guadeloupe bénéficie d'un climat tropical comprenant une saison sèche qui dure de février à juin avec des pluies éparses en montagne, et une saison humide qui dure de juillet à janvier avec des pluies plus abondantes et des risques de cyclones aux alentours de septembre/octobre. La température de l'air est agréable toute l'année, elle oscille entre 23 °C en hiver et 32 °C en été, et celle de la mer varie entre 25 °C et 28 °C. L'hygrométrie est en moyenne de 77 %.

## La vie au quotidien en Guadeloupe

### Label de qualité touristique
Depuis 1998, un label de qualité « Marque de Confiance » est accordé par le Parc national de la Guadeloupe à certains professionnels du tourisme, qui s'engagent à valoriser le patrimoine naturel et culturel de la Guadeloupe et à exercer une activité à taille humaine, favorisant un accueil personnalisé, convivial et de qualité. Cette démarche concerne l'ensemble de la Guadeloupe et ses dépendances en quatre types d'activités : hébergements, sites et lieux de visite aménagés, activités marines, et activités de pleine nature.

### Fêtes et jours fériés

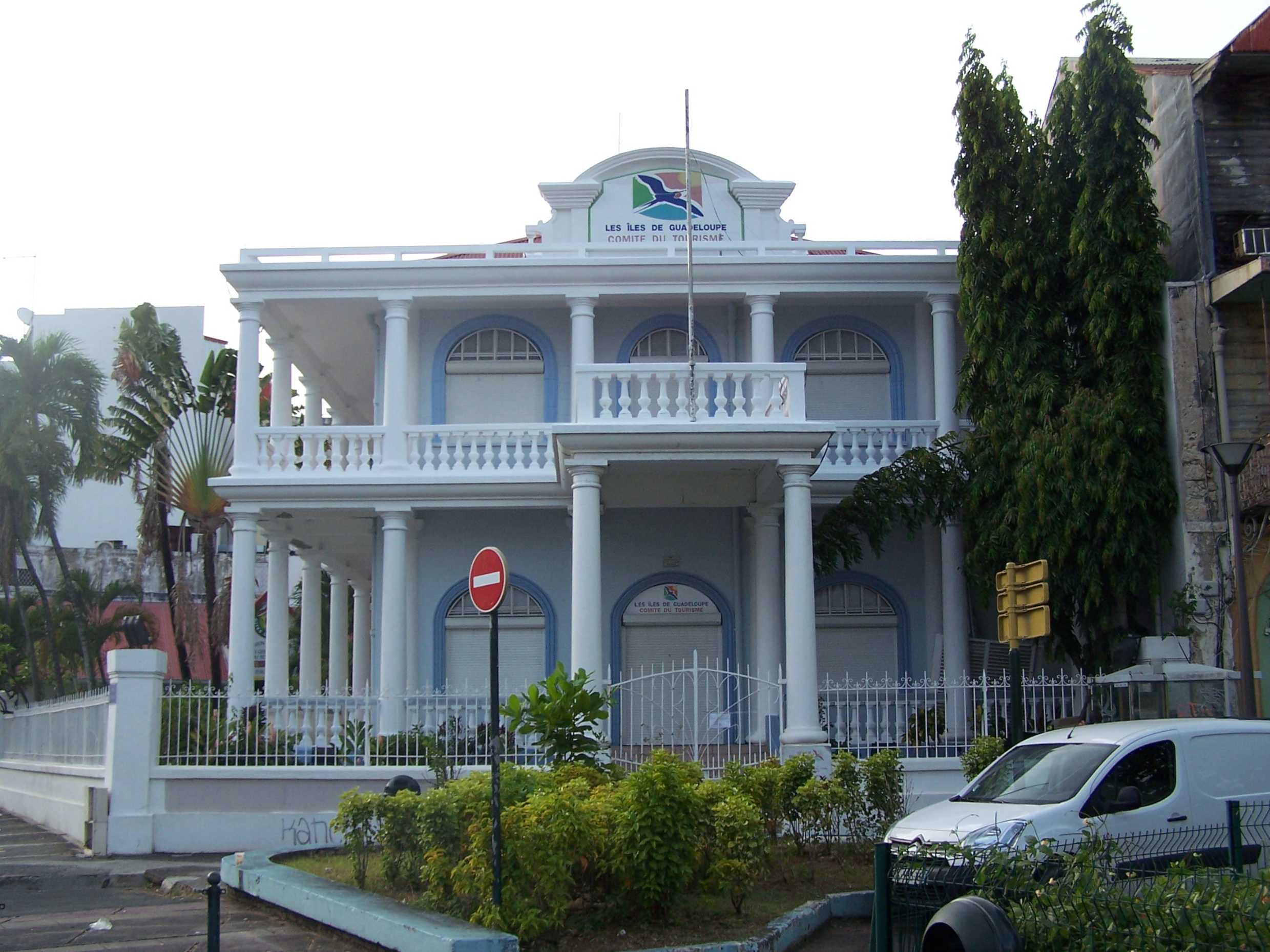
L'office du tourisme à Pointe-à-Pitre.

Les jours fériés en Guadeloupe sont les mêmes que ceux de la France métropolitaine. Seules quelques fêtes supplémentaires sont commémorées, telles que :
- Février : Carnaval, du premier dimanche de l'Épiphanie au mercredi des Cendres.
- 27 mai : Fête de l'abolition de l'esclavage
- 21 juillet : Fête de Victor Schœlcher, ancien député de la Martinique et de la Guadeloupe.
- Août : Tour cycliste de la Guadeloupe, généralement lors de la première semaine du mois.
- Août : Fête des cuisinières à Pointe-à-Pitre.
- Août : Concours des bœufs-tirants.
- Novembre à Avril : Combats de coqs.

### Informations pratiques
La langue officielle en Guadeloupe est le français, mais le créole est parlé par une grande partie de la population. L'anglais est seulement parlé dans les grands ensembles touristiques. L'indicatif téléphonique de la Guadeloupe est le 590 depuis les pays étrangers. Du département de la Guadeloupe (y compris les Saintes, Marie-Galante, la Désirade, Saint-Martin et Saint-Barthélemy), vers la Métropole ou un autre DOM, il suffit de composer le numéro national à 10 chiffres de son correspondant. Pour appeler l'étranger et les Territoires d'Outre Mer: préfixe international 00 + indicatif national.
- En Guadeloupe, il est déconseillé de s'allonger sous le mancenillier, sa sève provoque de graves brûlures (toujours signalés par une pancarte).
- Certains poissons péchés contiennent des toxines qui provoquent la ciguatera.
- L'oursin noir est toxique, seul l'oursin blanc est comestible.
- Certaines rivières, véhiculent la larve de la bilharziose (généralement signalées)[6].

## Déplacements et voies d'accès

### Transport aérien
- Transport transatlantiques : Les compagnies Air France, Corsairfly, Air Caraïbes, Neos, Ibéria, XL Airways et Level desservent la Guadeloupe.
- Transport transamériques : Les compagnies Norwegian, Air Canada, Air Transat et American Airlines desservent l'aéroport de Pointe-à-Pitre/Abymes.
- Transport inter-îles : Air Caraïbes, Air Antilles Express, et Liat assurent les liaisons entre la Guadeloupe et la Martinique et les autres îles de la Caraïbe[6].

### Transport terrestre
La Guadeloupe continentale est constituée par la juxtaposition de l'île de Basse-Terre et celle de Grande-Terre, séparées uniquement par la rivière salée, un petit bras de mer, entre l'agglomération Pointe-à-Pitre/Abymes à l'ouest et la ville de Baie-Mahault à l'est.
Pour aller d'une île à l'autre, ce détroit est franchi par deux ponts routiers :
- le pont de la Gabarre au sud emprunté par la route RN 1
- le pont de l'Alliance au nord emprunté par la rocade nord (RN 11).

Type de transport :

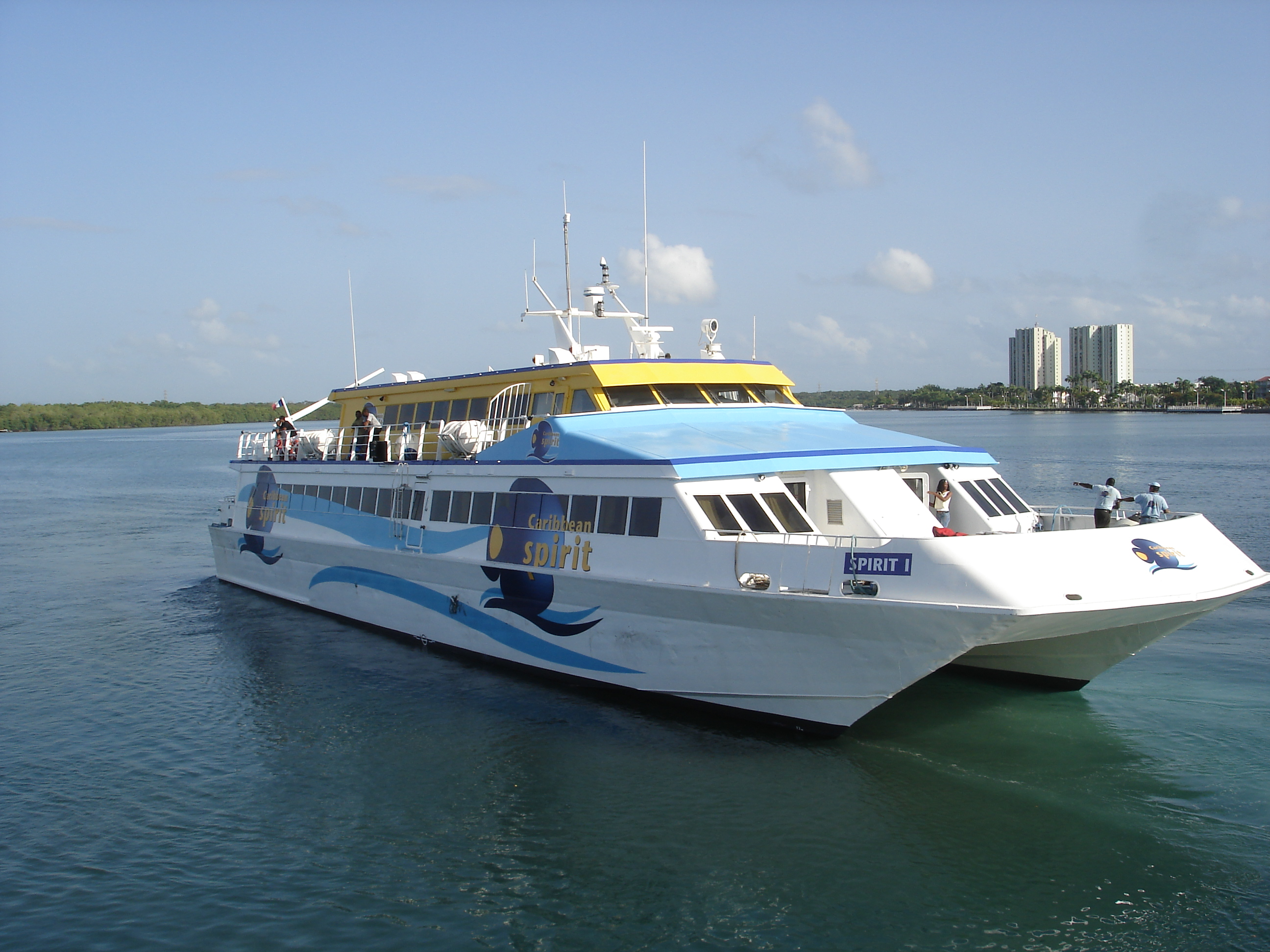
Transport maritime

- Autobus : plusieurs compagnies privées, partant de Pointe-à-Pitre ou de Basse-Terre, desservent toutes les communes. Horaires variables et arrêt à la demande[6].
- Taxis : les tarifs sont fixés par arrêté préfectoral : dès que l'on sort de la zone urbaine, les prix sont relativement élevés[6].
- Location de voitures : de nombreux loueurs, mais en haute saison (décembre - avril) il est préférable de réserver[6].

### Transport maritime
- Départ de la Gare Maritime de Pointe-à-Pitre pour les Îles des Saintes, Marie-Galante, La Désirade, la Dominique, la Martinique, Sainte-Lucie[7].
- Départ de Saint-François pour Marie-Galante et La Désirade.
- Départ de Trois-Rivières pour les Îles des Saintes.
- Liaison régulière au départ de Marigot et Gustavia entre Saint-Martin, Saint-Barthélemy et l'île néerlandaise de Saba[7].

## Organisation touristique
La Guadeloupe dénommée « l'île aux belles eaux » présente une grande diversité de sites et de paysages sur une faible superficie, ce qui donne la possibilité de fractionner son séjour en plusieurs parcours pédestres, maritime ou routier. Ces parcours peuvent être organisés et découpés en plusieurs circuits qui se situeront soit sur l'île de Basse-Terre (montagneuse, riche en faune et en flore) soit sur l'île de Grande-Terre (région touristique, pourvue de grandes plages aménagées) qui toutes deux constituent le département de la Guadeloupe.
Les visites touristiques depuis la Guadeloupe vers les dépendances, Marie-Galante (au sud), les îles des Saintes (Terre-de-Haut et Terre-de-Bas) (au sud), la Désirade (à l'est), doivent être minutieusement préparées pour organiser l'aller-retour par bateau ou en avion. On peut y faire l'excursion à la journée mais ces îles constituent des destinations à part entière et nécessitent un séjour de quelques jours voire la semaine afin d'en profiter pleinement. Des hôtels, gîtes et chambres sont disponibles, par ailleurs il est conseillé de réserver au préalable. En saison, les Saintes connaissent une grande fréquentation compte tenu de leur notoriété. Possibilité de location éventuelle de véhicules ou scooters.
Les îles de la Petite-Terre et les îlets du Grand Cul-de-sac marin (Carêt, Fajou) sont prévus en excursions à la journée. Ces îles sont désertes et ne disposent pas d'hébergements.

## Les fleurons

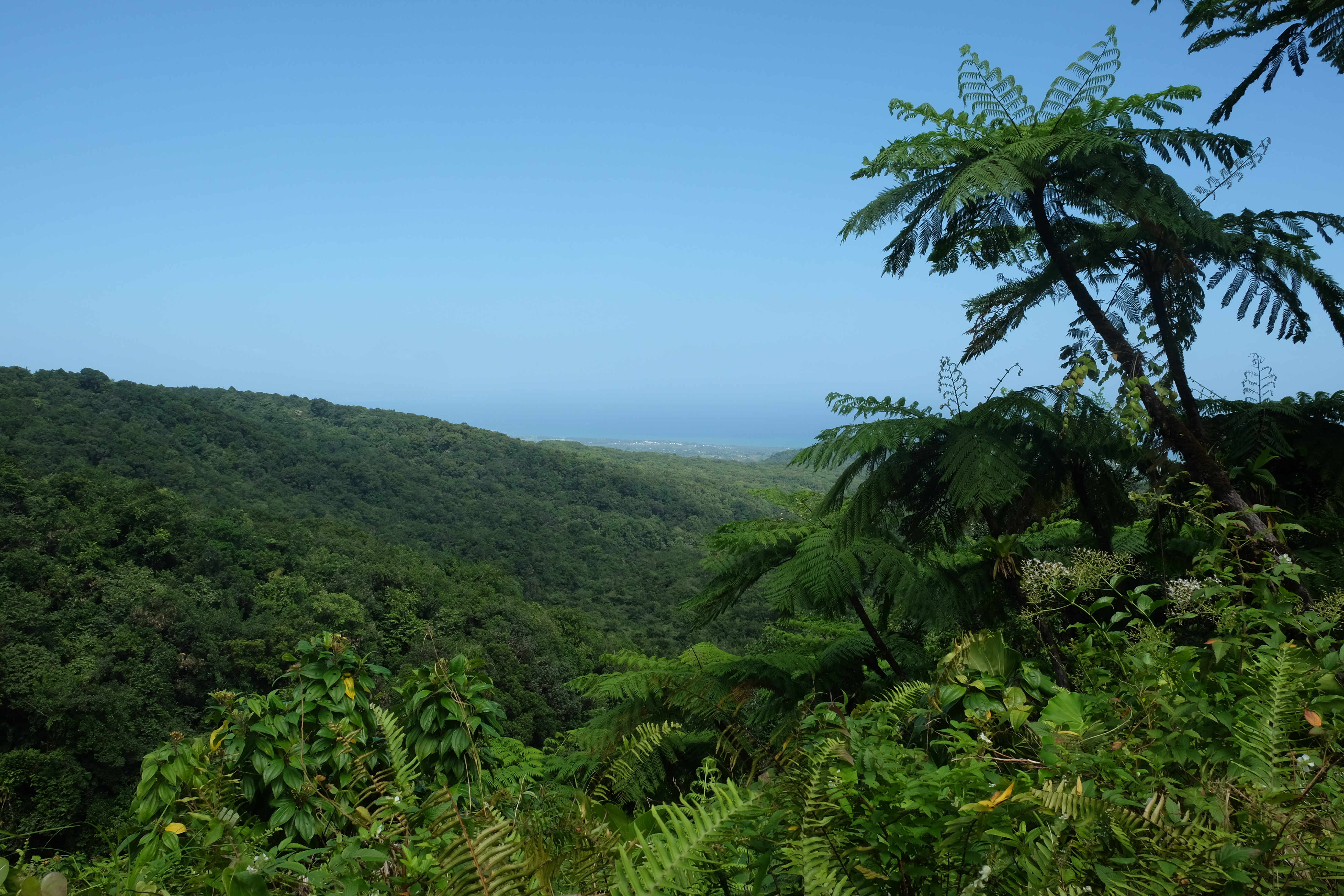
La forêt humide au cœur du parc national de la Guadeloupe.

### Le parc national de la Guadeloupe

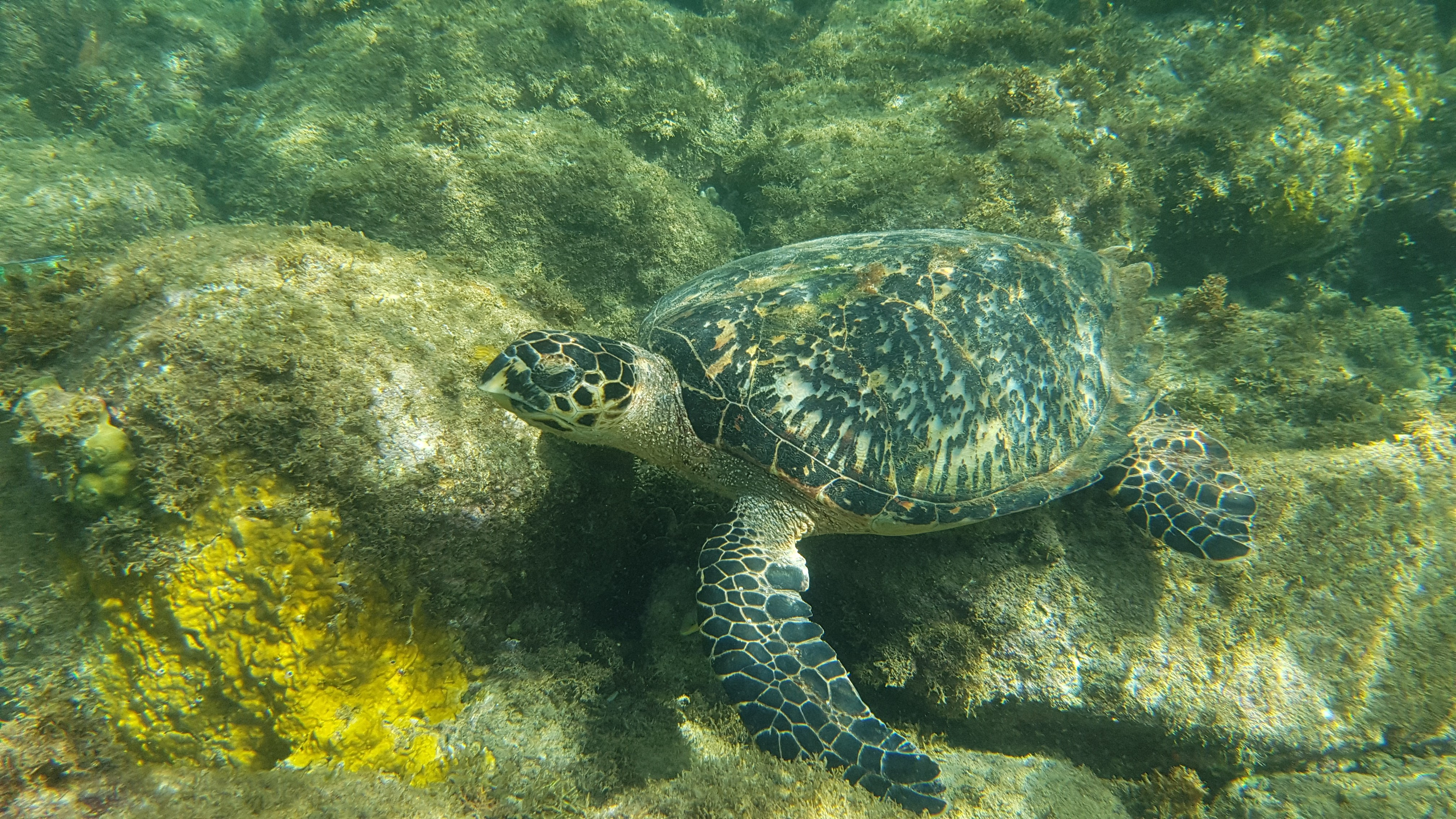
Tortue dans la réserve Cousteau, plage de Malendure.

Le parc national de la Guadeloupe fait partie, de même que ceux des Cévennes, des Écrins, du Mercantour, de Port-Cros, des Pyrénées, de la Vanoise, de la Réunion, de la Guyane, des Calanques, et du Parc national de forêts, des onze parcs nationaux français. Ce parc national est un territoire fragile, dont les remarquables paysages ainsi que la faune et la flore justifient des mesures de sauvegarde particulières. Le parc s'articule en deux zones : l'une centrale inhabitée, l'autre périphérique destinée à la mise en valeur de ses richesses naturelles, culturelles et économiques. Le classement comme parc national entraîne une interdiction à l'exportation de végétaux récoltés dans ces zones, à l'exception de fleurs coupées achetées dans les points de vente agréés.

### La réserve Cousteau
La réserve Cousteau est un espace maritime protégé situé principalement sur la commune de Bouillante et en partie sur celle de Pointe-Noire sur la côte-sous-le-vent de l'île Basse-Terre en Guadeloupe. Les fonds marins autour des îlets Pigeon comprennent de nombreuses espèces de coraux, gorgones, cerveaux de Neptune, éponges, poissons tropicaux ainsi que des langoustes et des tortues marines. Durant les mois de janvier et février il est possible d'y entendre le chant de baleines à bosses qui font leur parade nuptiale plus au large.

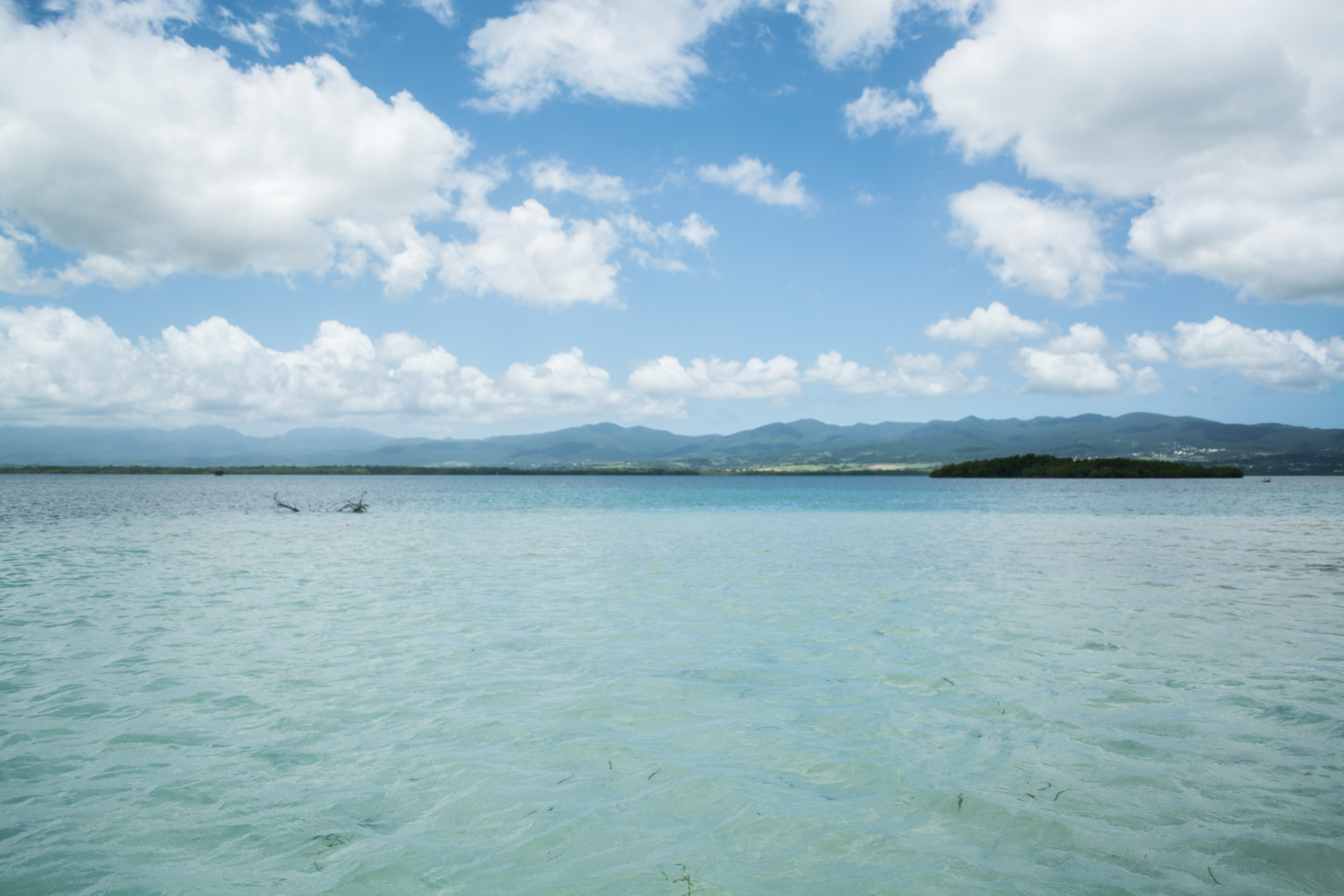
Le Grand-Cul-de-sac marin et l'île de Basse-Terre à l'horizon.

### Le Grand-Cul-de-sac marin
Le Grand Cul-de-sac marin est une baie peu profonde (2 à 5 m) parsemée d'îlets qui est définie en aire maritime adjacente. D’une superficie de 15 000 hectares, elle est encadrée par les îles de la Basse-Terre et de la Grande-Terre. Elle est bordée par des mangroves, des forêts marécageuses et des marais herbacés sur plus de 5 000 hectares dont les fonctions écologiques sont très importantes.

Une barrière de corail ferme presque entièrement la baie ; elle débute à 5 km au nord de Sainte-Rose et s'étend sur 14 km vers l'est en direction de Vieux-Bourg, passant près des îlets Caret et Fajou. C'est la raison pour laquelle la baie est qualifiée de lagon sur certains dépliants touristiques. Un bras de mer, la Rivière Salée, marquant la séparation entre Grande-Terre et Basse-Terre, relie le Grand Cul-de-sac au Petit Cul-de-sac marin qui constitue la baie de Pointe-à-Pitre.

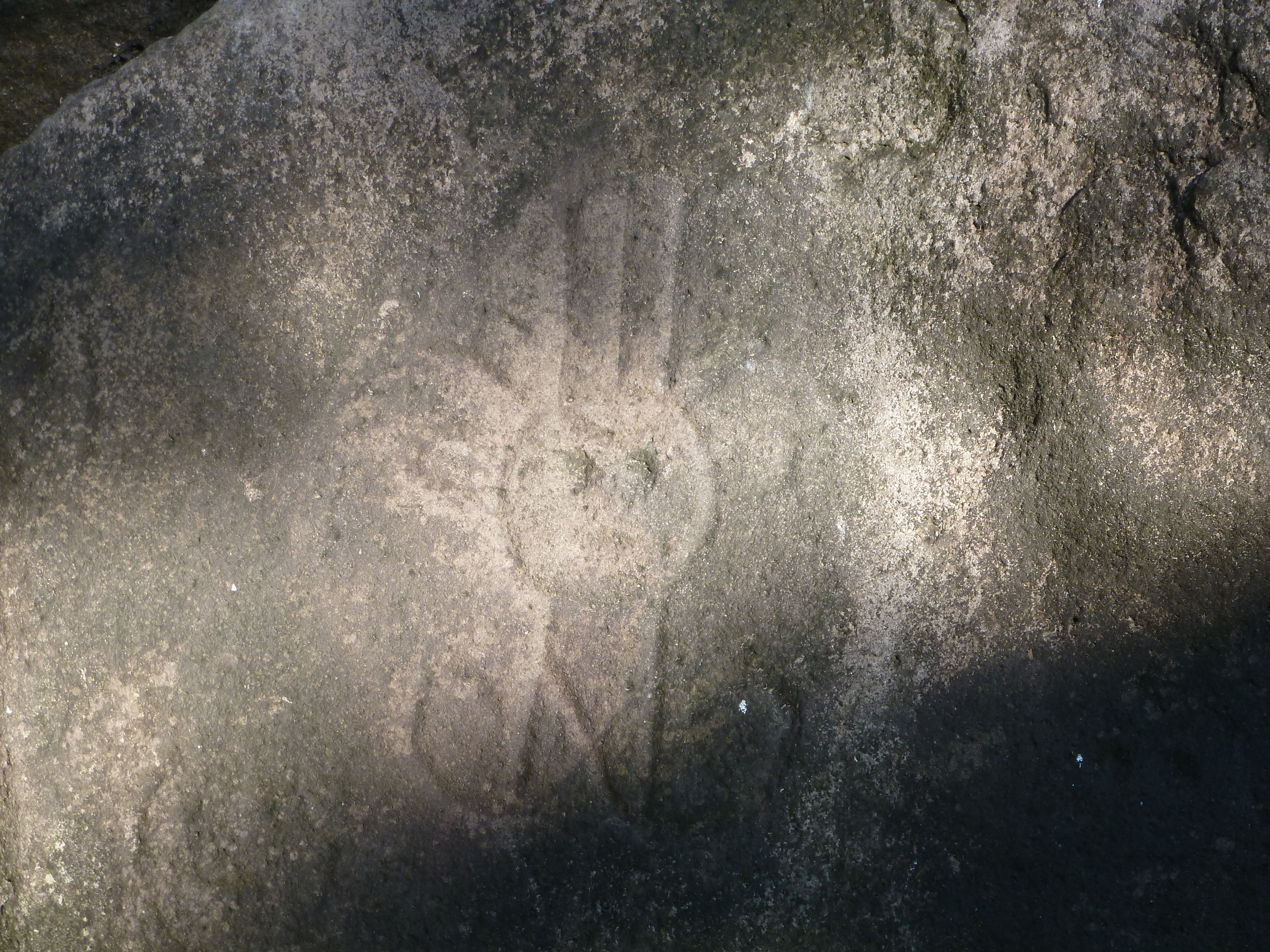
Roche gravée du parc archéologique de Trois-Rivières

### Les Roches gravées de Trois-Rivières
Plusieurs sites archéologiques dont les Roches gravées de Trois-Rivières, sur la commune de Trois-Rivières, présentent des roches gravées (ou ornées), datant de l'époque précolombienne. 

### Le Mémorial ACTe

Le Mémorial ACTe

Le Mémorial ACTe ou « Centre caribéen d'expressions et de mémoire de la Traite et de l'Esclavage » est un mémorial situé dans la rade du port de Pointe-à-Pitre, en Guadeloupe, sur le site de l'ancienne usine sucrière Darboussier. On y découvre à travers 6 archipels comportant 39 îles, l'esclavage de l'Antiquité jusqu'à nos jours. 

## Le tourisme montagnard

Points d'intérêts en Basse-Terre.

Basse-Terre est la partie émergée d'une chaîne montagneuse sous-marine, née de la rencontre des plaques tectoniques atlantique et caraïbes il y a 55 millions d'années. Sur cette partie de l'île, de nombreux sentiers de découverte aménagés et balisés sont proposés aux touristes amateurs de randonnées, pour leur faire découvrir une vie végétale et une vie animale inoffensive pour l'Homme, comme les grillons, les petites grenouilles, le Trembleur brun (Cinclocerthia ruficauda), les iguanes ou la mangouste. Le sentier de grande randonnée G1 traverse Basse-Terre du nord au sud.

### La Soufrière

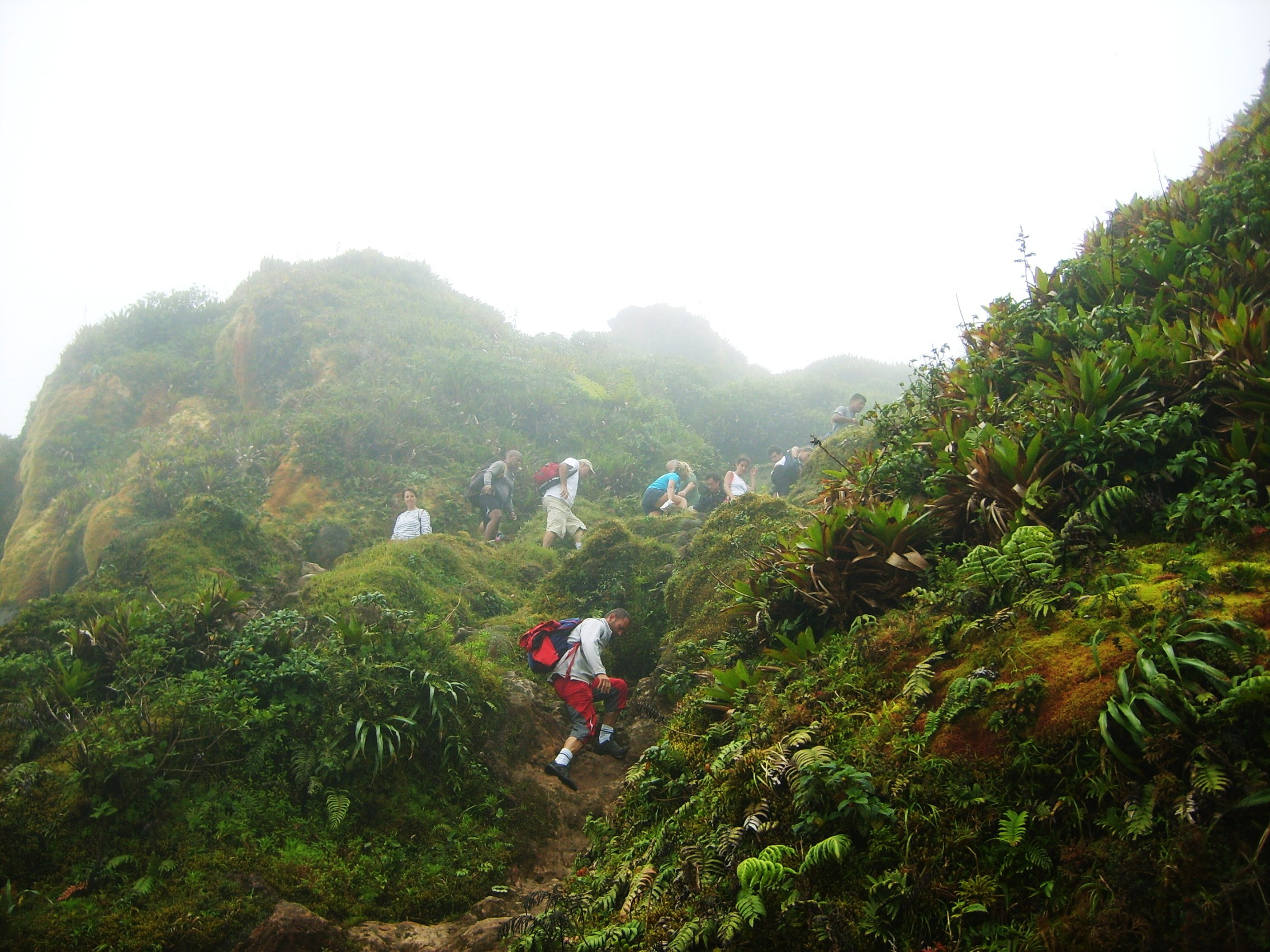
À l'assaut de la soufrière.

La Soufrière, 1 467 mètres d'altitude, baptisée « La vieille dame », est un jeune volcan de seulement 120 000 ans. Ses deux dernières éruptions importantes (1797 et 1976) ont été des éruptions phréatiques ; sa dernière éruption magmatique date d'une époque datée approximativement à 1440. Lors de l'éruption phréatique de 1976, près de 800 000 m3 de matériaux furent projetés, ainsi qu'une quantité importante de gaz toxiques tels que le sulfure d'hydrogène et le chlorure d'hydrogène.
L'ascension de la soufrière débute par une randonnée au départ du circuit, mais demande de réaliser de la varappe pour gravir les 200 derniers mètres. Pour escalader le sommet, il est conseillé par mesure de sécurité de se munir de bonnes chaussures fermées, et d'un vêtement chaud pour se protéger du vent froid rencontré au sommet. Les sentiers balisés et entretenus restent tout de même pénibles à gravir pour les personnes peu entraînées à la marche physique, l'ascension durant plus de 3 heures.

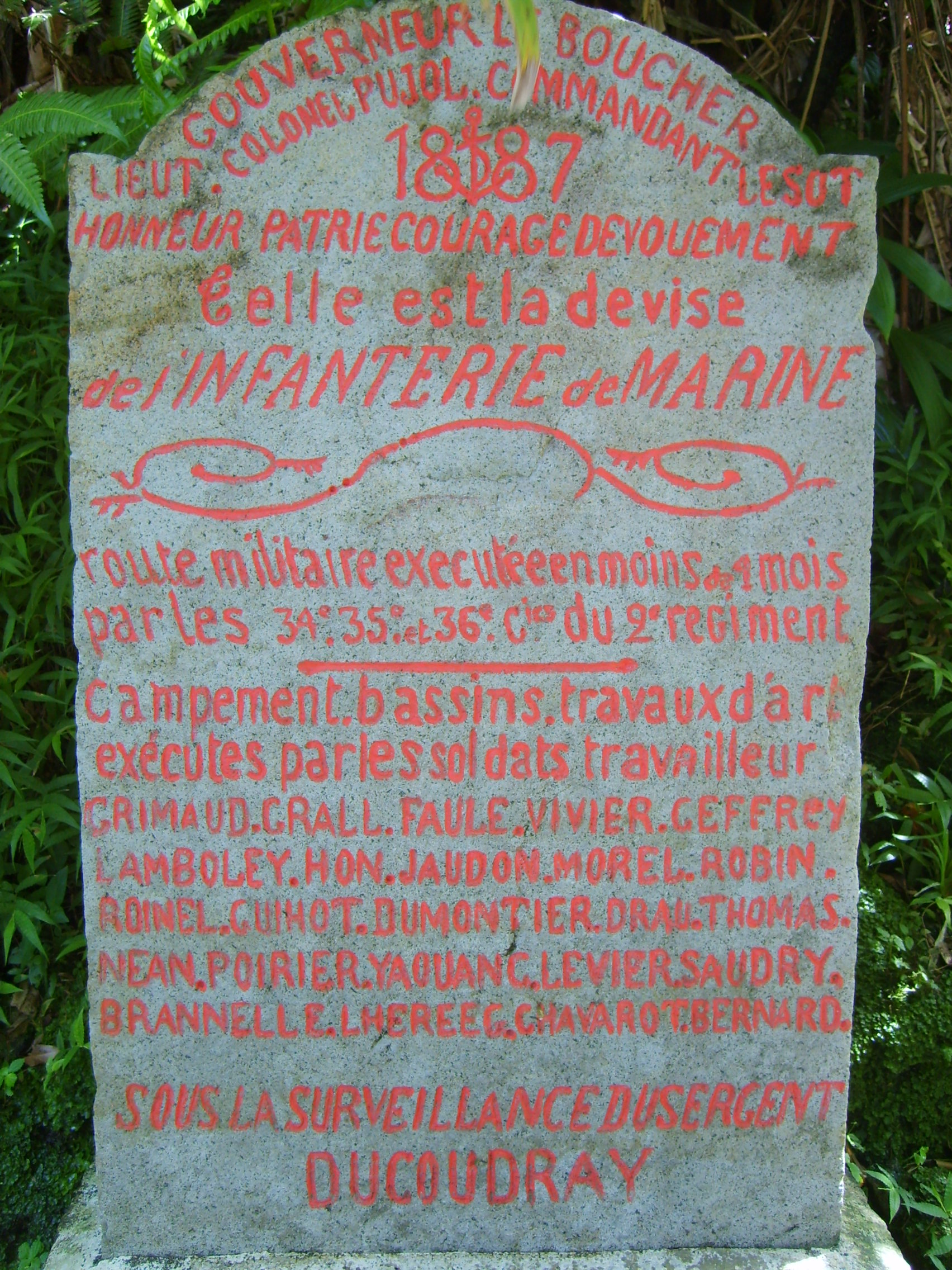
Stèle du 2e régiment d'infanterie de marine.

Les habitants de Saint-Claude viennent régulièrement honorer Notre-Dame de la Guadeloupe, installée au creux d'une niche aménagée au pied du volcan.
Le pas-du-Roy, départ de l'ascension, est une voie pavée d'accès au dôme de la soufrière, seul chemin possible pour les randonneurs. Une stèle de 1887, témoigne des travaux du 2e régiment d'infanterie de marine qui créa la station d'acclimatation en aménageant des bassins de pierre pour les soldats souffrant de fièvre jaune, de typhoïde ou de dysenterie. Près de 40 000 personnes ont foulé ces pavés en 2007.
Les amateurs de nature pourront découvrir l'ananas-jaune montagne (Guzmania plumieri), le mangle-montagne (Clusia mangle), la siguine blanche ou philodendron géant bâtard (Philodendron giganteum), le fuchsia-montagne (Charianthus alpinus) et diverses fougères.

### Les chutes du Carbet

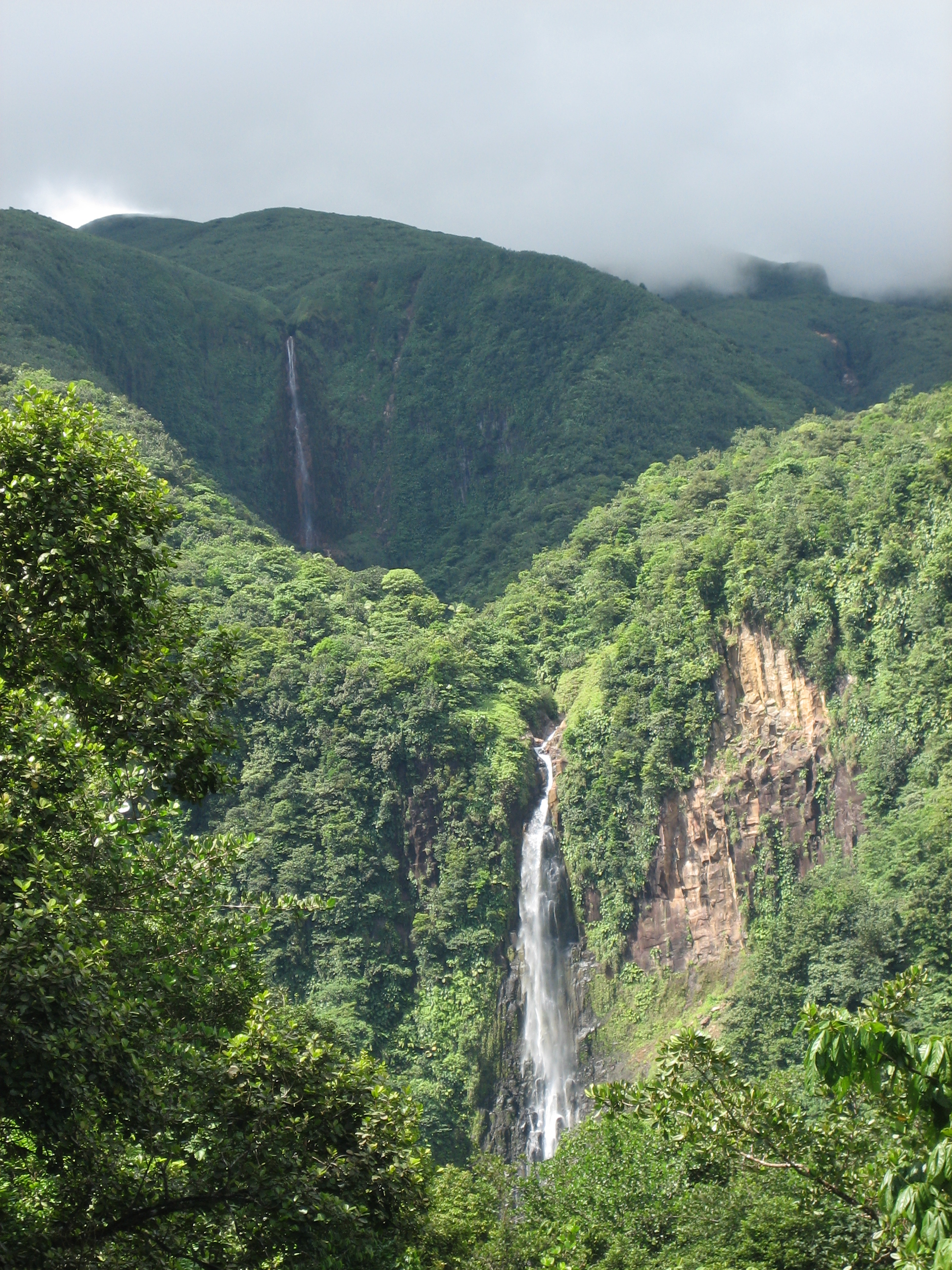
Les deux premières chutes du Carbet

Le Grand Carbet est une rivière qui dévale le flanc de la Soufrière. Sur son parcours, elle réalise trois chutes. La première, qui est la plus en amont, est à une heure de marche du parking. Située à 2 km en aval de la source, elle est haute de 125 m. La deuxième chute, plus en aval, ne se situe qu'à 20 minutes de marche du parking ; on y accède en traversant un pont suspendu. Haute de 110 m, elle présente à ses pieds un bassin d'eau chaude thermale. Et environ 200 m en aval de la deuxième chute, la troisième chute, d'une hauteur de 20 m, se termine par un bassin circulaire.
Le chemin le plus accessible est de traverser Routhiers et Petit Marquisat au départ du bourg de Capesterre Belle-Eau.

### Le Saut d'Acomat et la Cascade aux écrevisses

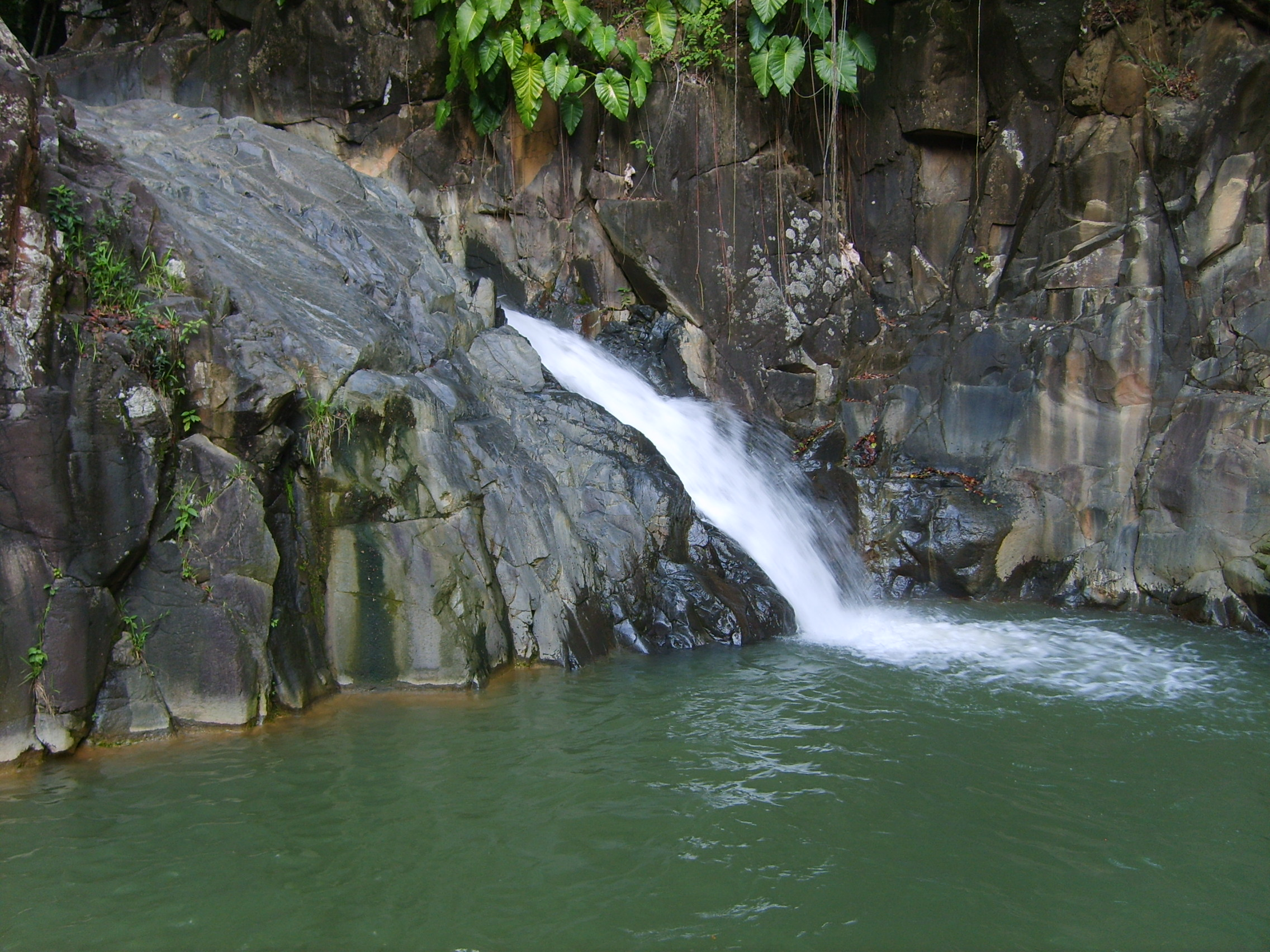
Le Saut de l'Acomat.

Le Saut de l'Acomat, situé sur la route Mahaut–Pointe-noire, au lieu-dit Les Plaines, avant la plage Caraïbe, est accessible par une route très accidentée et par un chemin non balisé sans trop de difficulté. Le pique-nique, non aménagé, est autorisé ainsi que la baignade dans la vasque naturelle creusée dans la pierre. C'est un lieu privilégié et convivial des guadeloupéens pour se regrouper en famille, et pour déjeuner à l'ombre de la forêt tropicale, lors des week-ends.

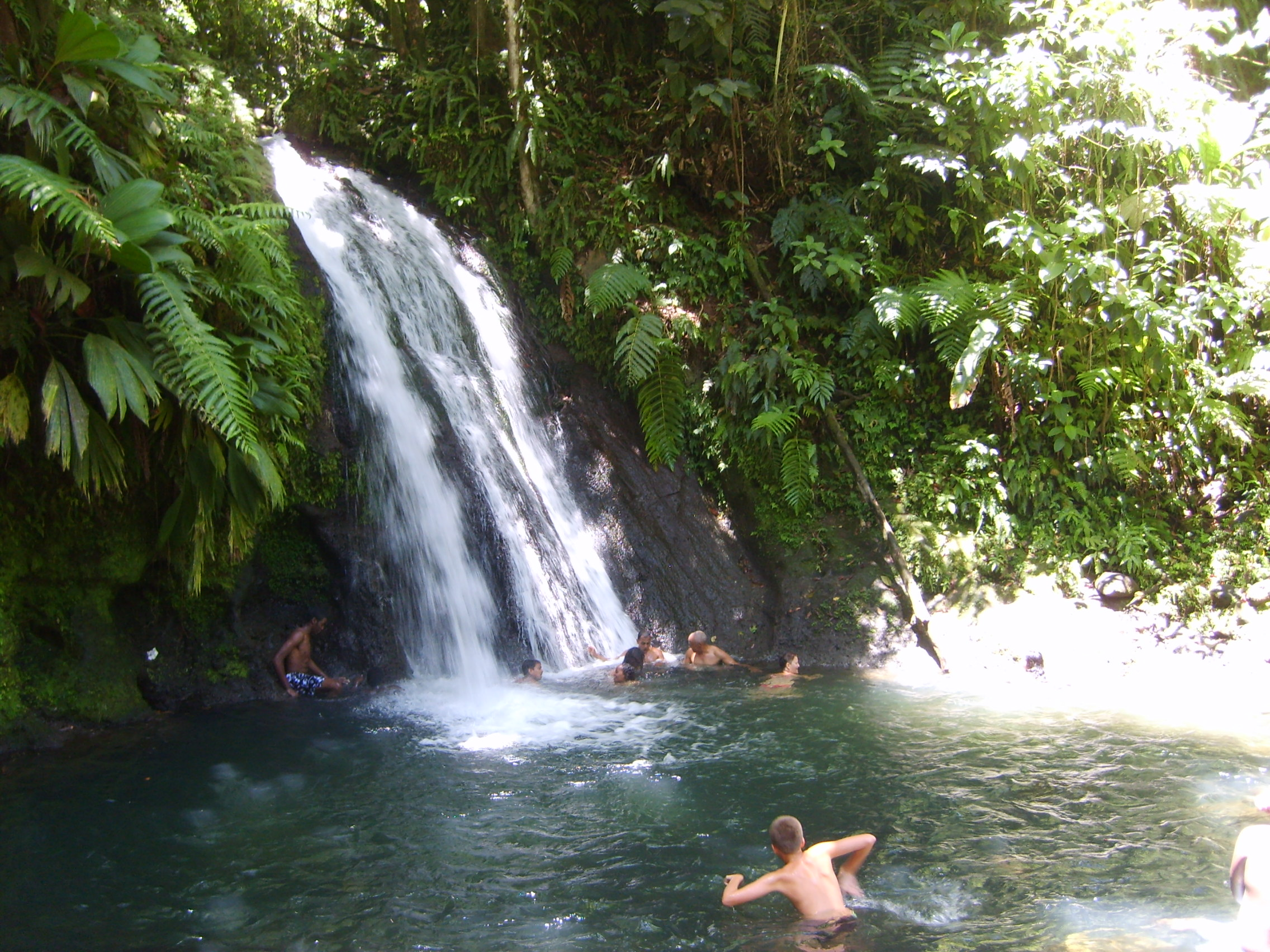
Cascade aux écrevisses

Située près de la route des Mamelles (ou route de la Traversée) – au niveau de la confluence entre la rivière aux écrevisses et la rivière Corossol à Petit-Bourg –, la cascade aux écrevisses est accessible par un chemin balisé qui mène jusqu'à la cascade, une aire d'observation en bois se situe en bas du sentier permettant une observation sans risque de glissade, à la portée des randonneurs accompagnés par leur famille. Le pique-nique y est autorisé, de même que la baignade dans la vasque naturelle creusée dans la pierre. Un plan descriptif du tracé ainsi que des espèces rencontrées se situe au début du parcours, celui-ci coulé en bronze comporte les inscriptions en braille pour le non-voyants.
Avec selon les sources entre 200 000 et 400 000 visiteurs par an (constitués d'une grande partie de locaux qui la fréquentent durant les périodes dominicales et festives), la cascade aux Écrevisses est le site touristique le plus fréquenté de la Guadeloupe,.

## Le tourisme côtier

Points d'intérêts en Grande-terre

L'île de la Grande-terre, plate et calcaire, forme l'aile droite du «papillon» guadeloupéen mais en est aussi la partie la plus touristique avec ses longues plages de sable blanc, ses villages de pêcheurs qui se transforment petit à petit en station balnéaire, ses golfs et ses casinos. Le littoral de la Grande-terre est jalonné de communes et sites pittoresques d'intérêt touristique.

Depuis Saint-François en remontant par le nord par la route RN 5, on traverse Le Moule, le lagon de la Porte d'Enfer et la Pointe de la Grande Vigie sur le territoire d'Anse-Bertrand, Port-Louis et Petit-Canal. En redescendant à l'ouest, on traverse Morne-à-l'Eau et les Abymes pour rejoindre Pointe-à-Pitre puis terminer la boucle par Le Gosier et Sainte-Anne au sud.

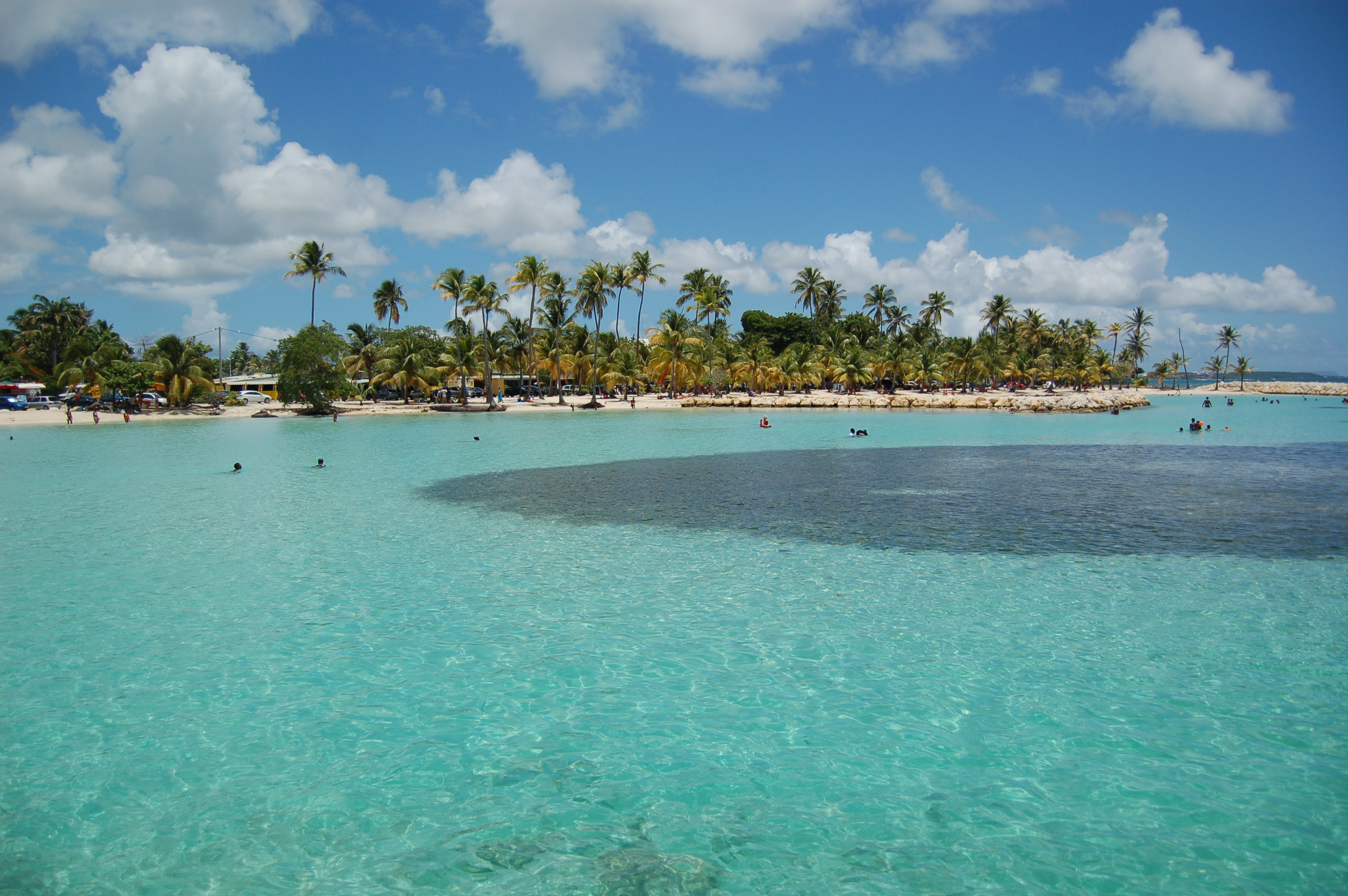
Plage de Sainte-Anne.

Les routes nationales RN 1 et RN 2 longent plusieurs plages de sable fin, à la couleur plus ou moins claire. Toutes ces plages sont bien entretenues et sont jonchées de cocotiers et raisiniers de bords de mer, qui créent les zones d'ombres nécessaires. Installés en bordure de plage, des restaurants, appelés « Lolo » par les locaux, des boutiques de vêtements, des artisans et des professionnels du nautisme proposent toutes sortes de services et activités sportives aquatiques (Jet-ski, plongée sous-marine..).

### Les stations balnéaires de «La Riviera»

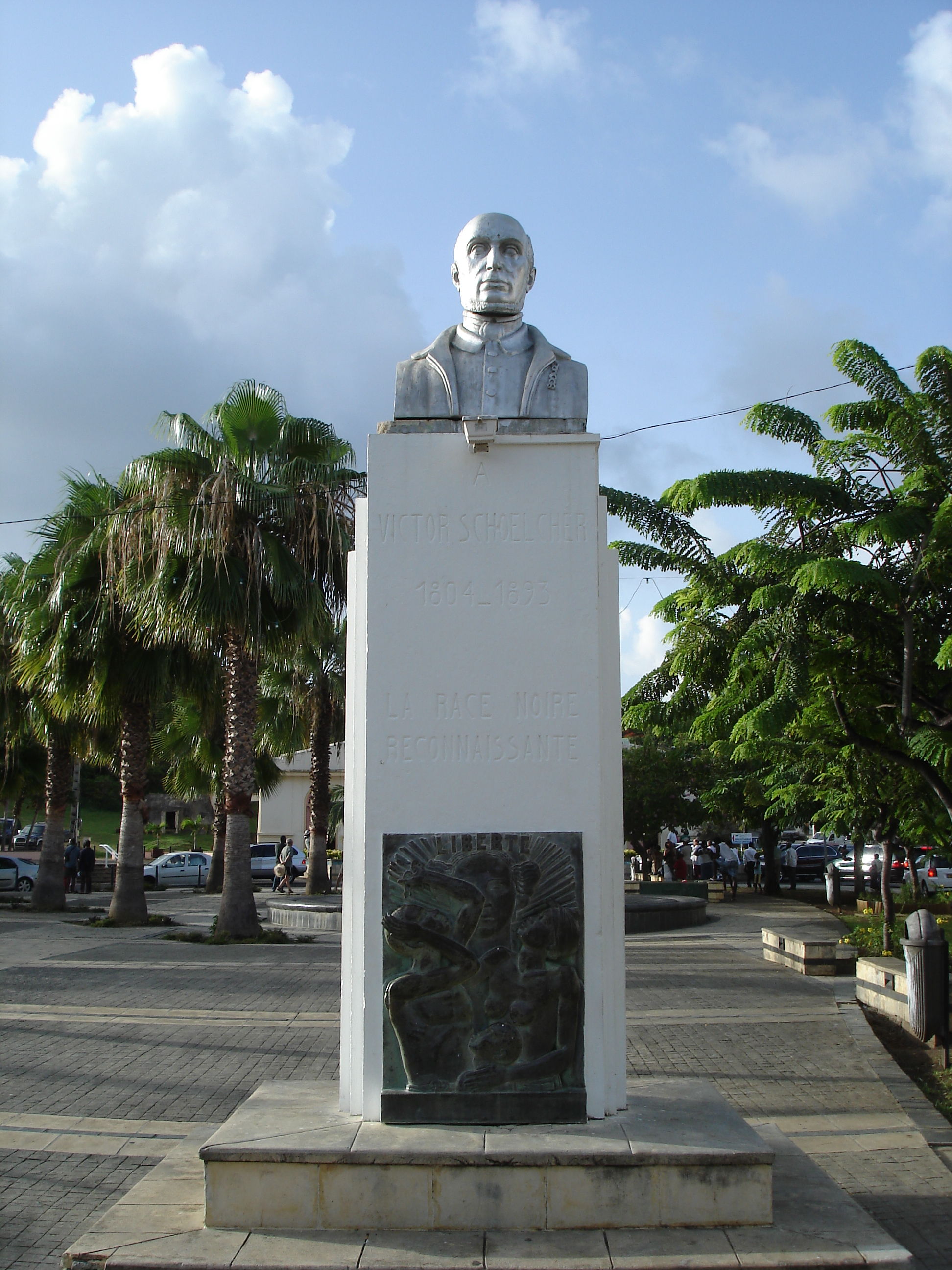
Inscription:
À Victor Schœlcher
1804 - 1893
la race noire reconnaissante.

En quittant Pointe-à-Pitre en direction de l'est de l'île par la route RN 4, on emprunte la Riviera pour atteindre le Gosier. Et, poursuivant le périple, on traverse Sainte-Anne, puis Saint-François et enfin la Pointe des Châteaux.

#### Saint-Anne
Sainte-Anne est un petit bourg situé à l'extrême sud de Grande-Terre. En 1885, la région était essentiellement orientée sur la culture de la canne à sucre, comme en témoignent encore quelques moulins à vent. Actuellement[Quand ?] la ville de Sainte-Anne, essentiellement orientée vers le tourisme, offre une grande plage de sable fin fréquentée par les habitants de la région qui viennent passer la journée en famille et par les visiteurs étrangers.
Le touriste désirant rester dans la région trouvera des locations de bungalows, des villas, de nombreux gîtes, des locations de véhicules et de nombreuses activités de loisirs. Sainte-Anne dispose de 3 plages principales :
- la plage de la Caravelle qui se trouve hors du bourg est bordée de cocotiers,
- la plage du Bourg réputée pour des retrouvailles familiales le week-end,
- la plage de Bois-Jolan aux eaux de couleur vert émeraude est ceinturée par la barrière de corail.

#### Saint-François

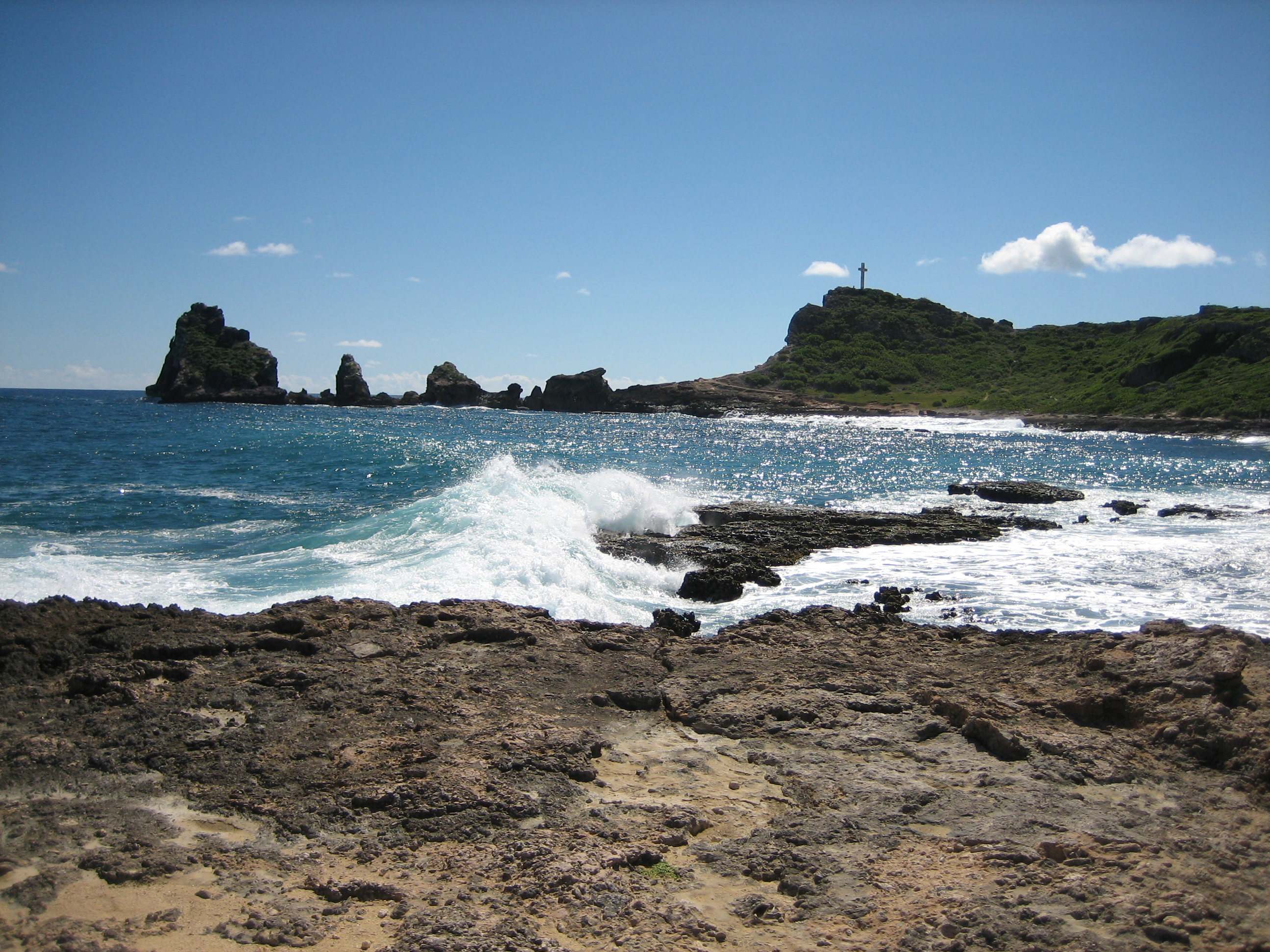
Pointe des Châteaux.

Dans le sud-est de la Région de Grande-Terre se trouve la commune de Saint-François. Les plages y sont réputées et les plus sauvages se trouvent dans la région de la Pointe des châteaux : plage des Salines, Anse des rouleaux, Plage de la coulée non loin de l'aérodrome. Saint-François dispose d'un golf international, d'un Casino, d'une marina et d'un port pour les départs sur Petite-Terre, Marie-Galante, les Saintes et La Désirade.

### Le littoral de la «Petite Bretagne»
La Pointe des Châteaux est un site qui se situe à l'extrémité sud-est de la Grande-Terre, et à 45 km de Pointe-à-pitre. Depuis les falaises, on peut voir les trois îlets ressemblant à des tours et une végétation sauvage et inhabitée, le tout balayé par un vent souvent violent.
L'escalade de la « Grand-Croix », située à l'ultime Pointe des Châteaux, offre un panorama sur la Grande-Terre et si le temps le permet, sur l'île de la Désirade.

#### Le Moule
Une fois franchi les écueils, son port maritime reste bien abrité du vent venant de l'océan Atlantique. Les navires au XIXe siècle venaient là embarquer le sucre et le rhum, et débarquer des denrées, des engrais, du charbon et des pièces mécaniques pour le montage ou la maintenance des distilleries.

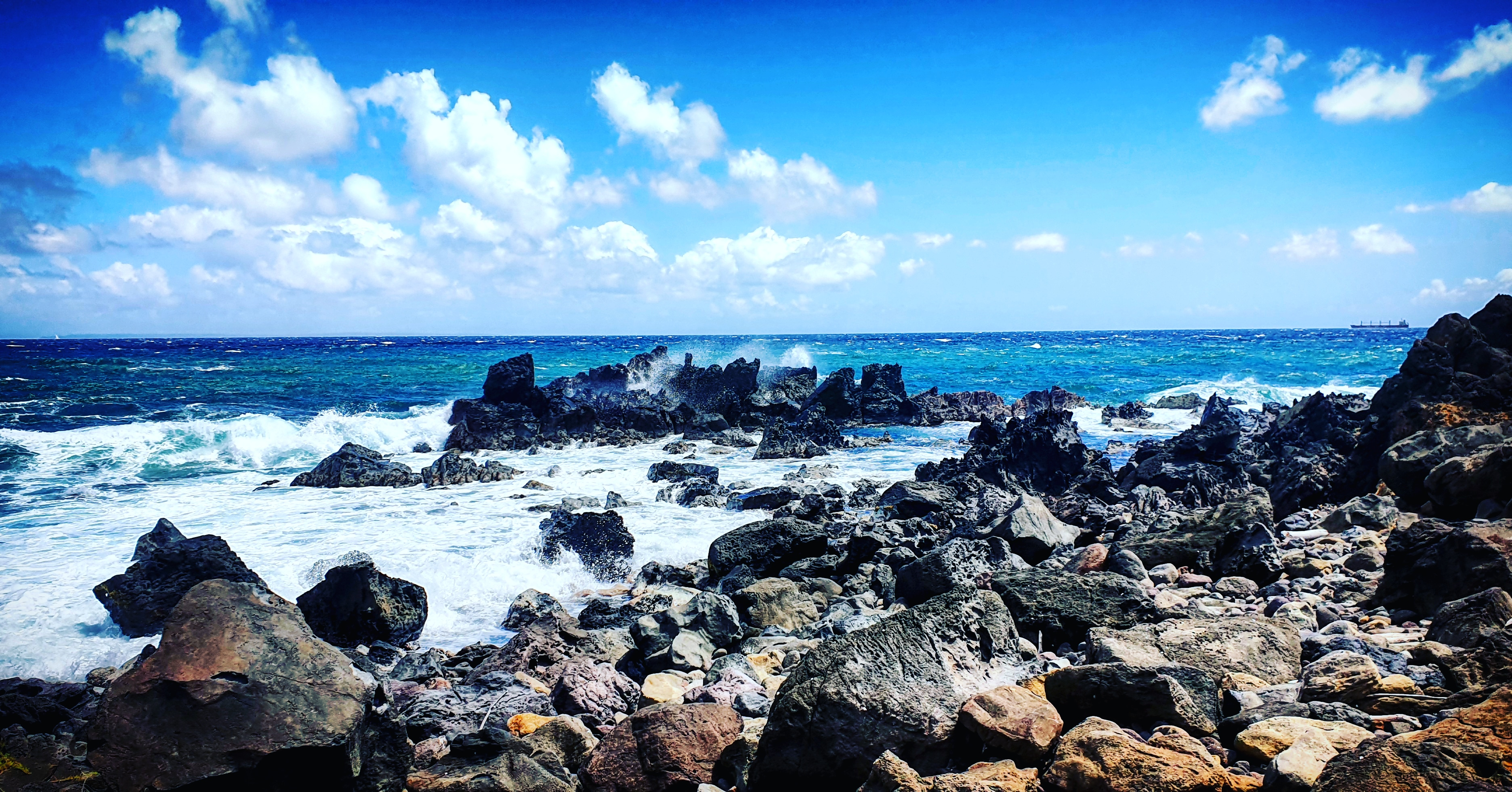
Lagon de la Porte d'Enfer.

#### Porte d'Enfer
Le lagon de la Porte d'Enfer se trouve au nord de la Grande-Terre, entre Le Moule et la Pointe de la Grande Vigie, sur le territoire de la ville d'Anse-Bertrand. C'est un grand bras de l'océan Atlantique qui s’enfonce dans les terres en se rétrécissant, formant ainsi une plage protégée, à l'eau turquoise, chaude et limpide. Par le passé une arche naturelle à demi-fermée surplombait la porte qui s'est depuis effondrée lors du séisme de 1843. Ombragée par des cocotiers, la plage de la Porte d'Enfer est très prisée par les familles guadeloupéennes.
Tout au long de la falaise dominant l’océan, un petit chemin mène au Trou de Madame Coco (Créole guadeloupéen: Tou a Man Koko), et plus loin à la pointe du Souffleur, un geyser maritime qui a hérité son nom des sifflements provoqués par les vagues propulsées au travers de sa cavité rocheuse.

#### Pointe de la Grande-Vigie

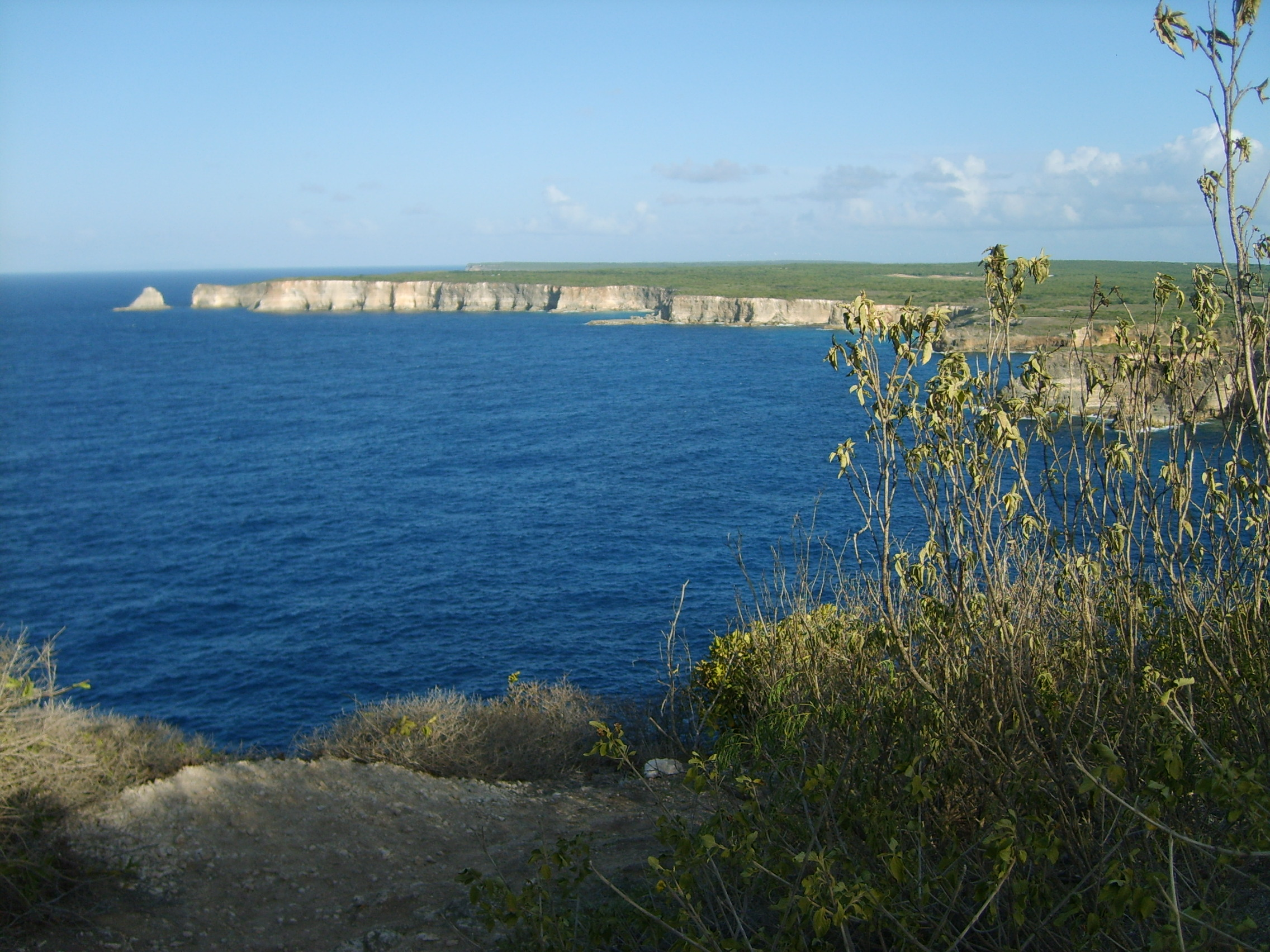
Pointe de la Grande Vigie.

La Pointe de la Grande Vigie située au Nord de Grande-Terre, est constituée de hautes falaises calcaires de plus de 84 mètres de haut, situées à 7 km de la Porte d'Enfer. En contrebas de ces falaises, se trouvent de nombreuses grottes marines creusées par l'océan, et également des grottes qui jadis abritaient des indiens Caraïbes.

### Les Îles de la Petite-Terre et les autres îlets

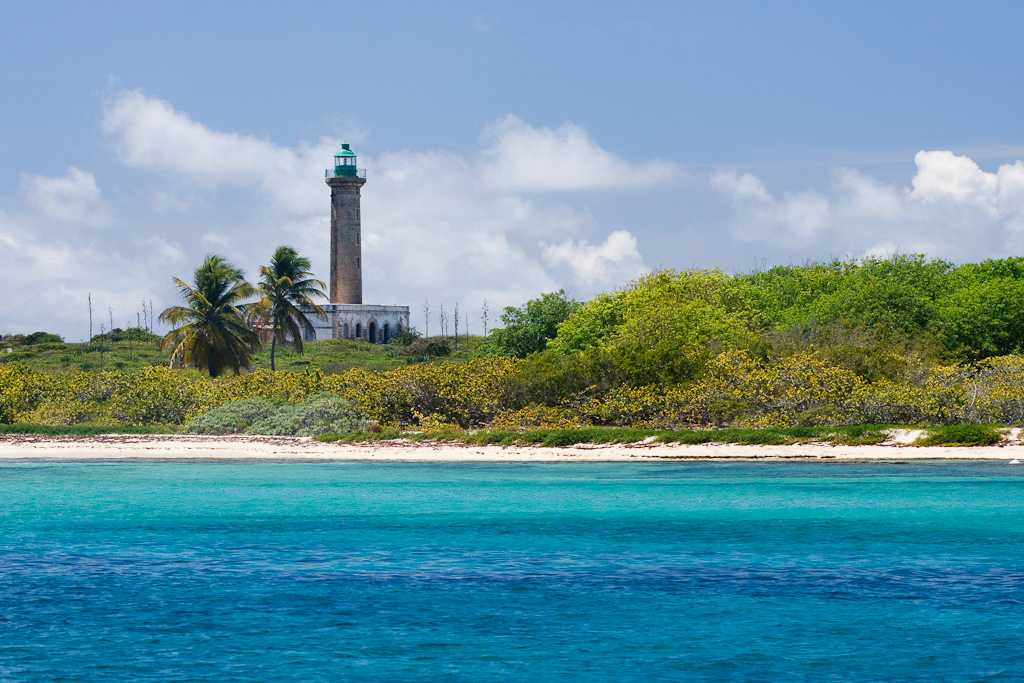
Vue du rivage des Îles de la Petite-Terre et de son phare.

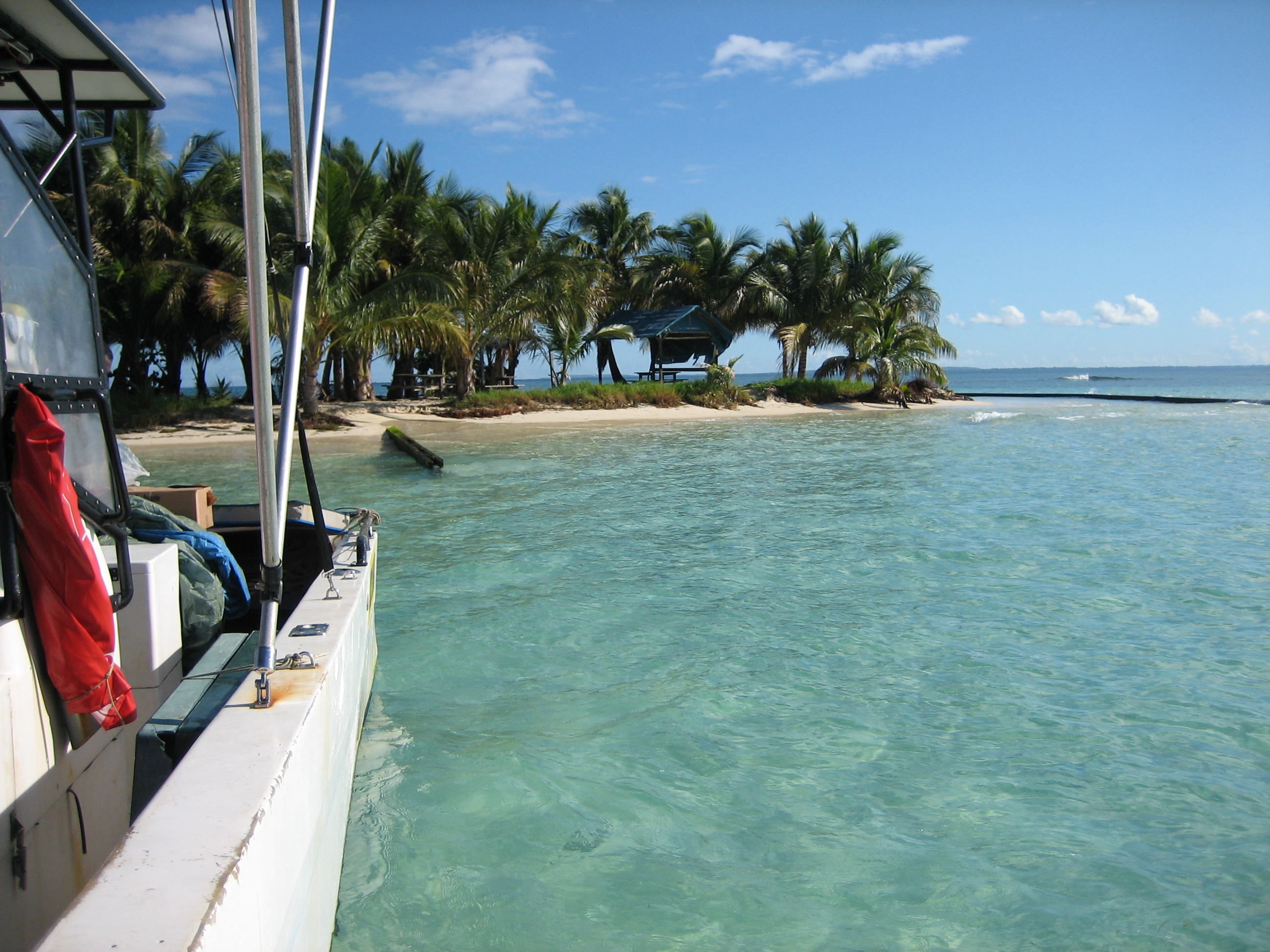
L'îlet Caret.

Les îles de la Petite-Terre participent au tourisme en Guadeloupe, avec de nombreuses personnes attirées par la préservation de leur aspect sauvage ainsi que leurs populations d'iguanes antillais et de bernard-l'ermite. Le groupe d'îles se trouve à une dizaine de kilomètres au sud-est de la pointe des Châteaux, l'extrémité orientale de Grande-Terre de la Guadeloupe. Le site étant protégé, les navettes (bateau à moteur ou catamaran au départ de Saint-François) sont cependant limitées à deux par jour. Le phare de l'îlet de Petite-Terre, localement appelé « phare du bout du monde », est reconverti en musée de la faune et de la flore. Terre-de-Haut est rigoureusement interdite au public ; c'est une zone préservée du contact humain et seuls des scientifiques et les gardiens de la réserve sont autorisés à s'y rendre. Les accompagnateurs des navettes le précisent bien aux touristes, car il peut y avoir des risques d'amende et de blâme pour non-respect de la réglementation.
L'îlet Caret, banc de sable né en 1989 après le passage du cyclone Hugo-le-Terrible (dénommé ainsi par les Guadeloupéens), n'est accessible que par voie maritime. Des locations ou des excursions organisées depuis Sainte-Rose, Baie-Mahault ou Deshaies, ont pour objectif de découvrir l'îlet, la barrière de corail et la mangrove. Autour de l'îlet, l'eau turquoise d'une profondeur de 80 cm laisse apparaître les fonds marins jonchés de coraux et de poissons multicolores, peu effrayés par les plongeurs. La barrière de corail, qui s'allonge sur 25 kilomètres, régule la houle et protège l'écosystème[réf. nécessaire].
Il est aussi possible de visiter l'île aux oiseaux ou des îlets de Carénage, situés au Grand-Cul-sac-marin, au large de Sainte-Rose. Cette baie protège une mangrove abondante enracinée dans la vase formée par l'accumulation des feuilles et des algues décomposées. Cette vase dégage un gaz méthane fétide. Peu d'animaux habitent cette végétation particulière : des huîtres (notamment Crassostrea rhizophorae, l'huître creuse de palétuviers) s'accrochent aux racines immergées et les crabes à barbe (Ucides cordatus) se nourrissent de feuilles de palétuviers.

## Tourisme culturel

### Le carnaval

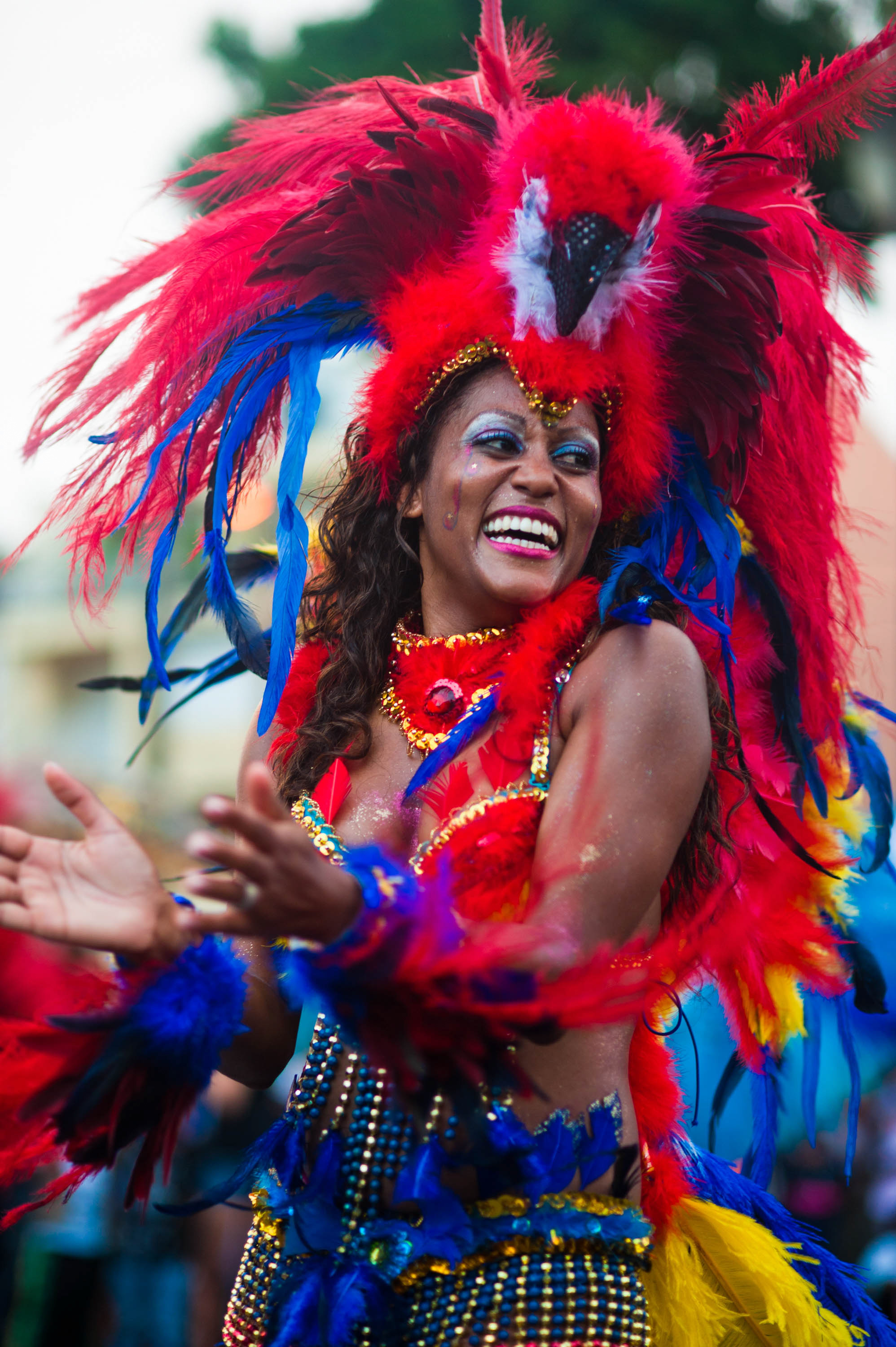
Guadeloupéenne durant le carnaval.

Le carnaval est un événement festif et culturel annuel qui se déroule sur deux mois environ, du 1er dimanche de janvier (épiphanie) au mercredi des Cendres. Chaque dimanche, les groupes de carnaval défilent dans une ou plusieurs communes. Le dimanche gras, la grande parade se déroule toujours à Pointe-à-Pitre et le mardi Gras, à Basse-Terre. Et le dernier jour du carnaval, le mercredi des cendres, est marqué par la mort de Vaval, roi du carnaval. Mais les derniers défilés se déroulent pour la mi-carême. Les groupes à peaux comme le groupe Akiyo sont des groupes composés uniquement de grosses percussions et d'instruments de coque de lambi. Ils ont la particularité de ne pas avoir de cuivres dans l'orchestre, ni de chorégraphie, et défilent souvent sans costumes thématiques. 

### La ville de Basse-Terre et son marché
Les historiens localisent l'existence d'une geôle à cet endroit vers 1787, ce qui prouverait la présence du marché vers la fin du XVIIIe siècle. Le marché de Basse-Terre a fait partie des nombreuses destructions causées par le cyclone de 1928. Le 10 juillet 1929 le conseil général accepte la reconstruction de la bâtisse et, le 10 octobre 1930 le conseil municipal autorise le maire à passer un contrat avec l'architecte Ali Georges Tur, qui est l'auteur d'un grand nombre de constructions publiques sur l'île. Ce même conseil le 12 décembre 1932 considère que la ville est sans horloge, et prend la décision d'en construire trois sur prestation allemande, une à la mairie, une aux écoles et la troisième sur le marché.

Le marché de Basse-Terre, bâtiment récent, ne présente pas de particularité architecturale (contrairement au marché central de Pointe-à-Pitre), mais est caractérisé par son activité, centrée principalement désormais autour du marché aux épices.

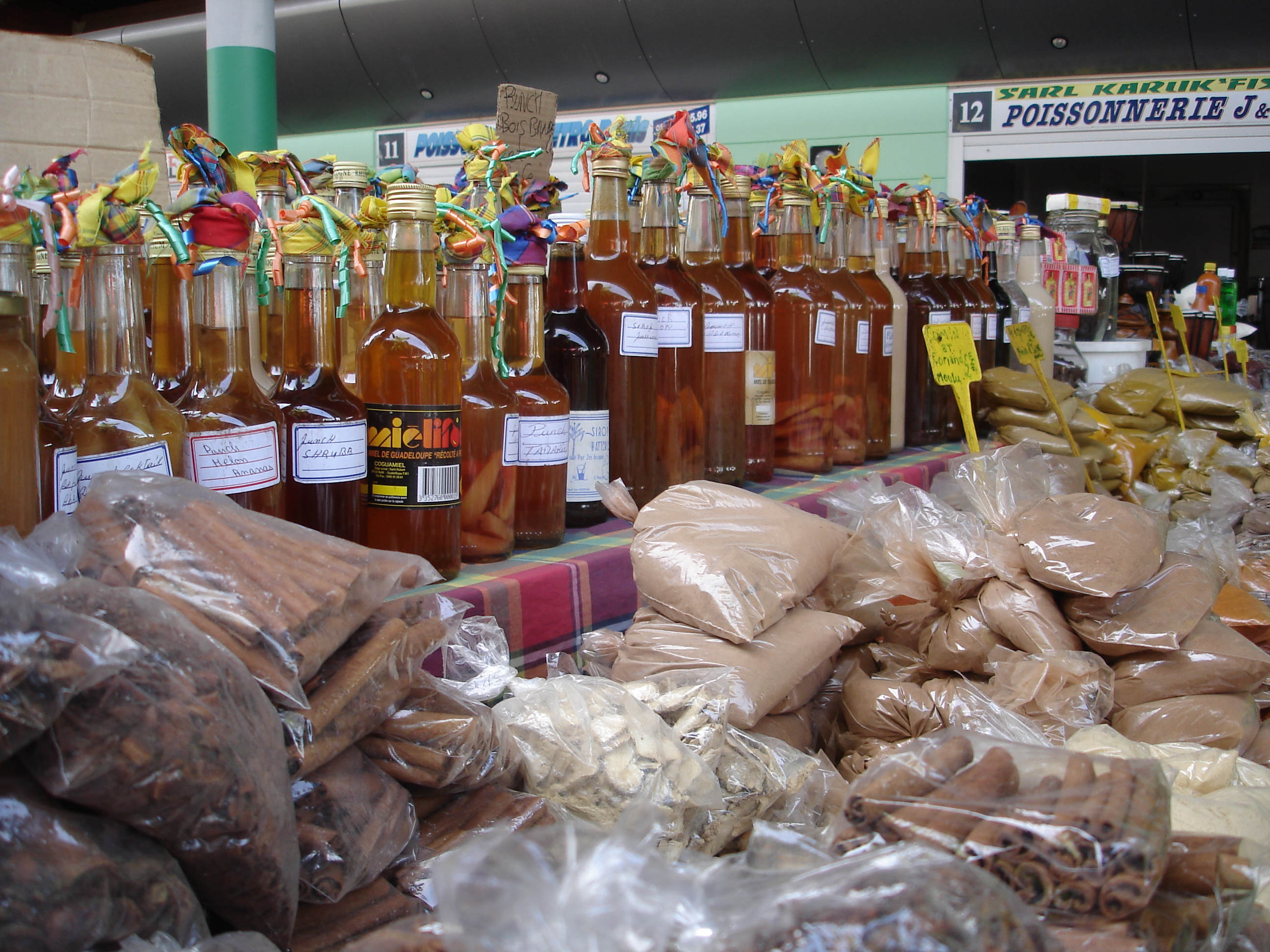
Marché de Basse-Terre

### Pointe-à-Pitre
La ville de Pointe-à-Pitre, sous-préfecture, est l'entrecroisement touristique de la Guadeloupe. Elle possède un port en eaux profondes au sud, et au nord partage avec la ville des Abymes l'aéroport international Pôle Caraïbes. Devenue ville industrielle à la fin du XIXe siècle, elle loge dans son agglomération plus du quart de la population de l’île.
Centre culturel de la Guadeloupe, Pointe-à-Pitre est un passage obligé pour les voyageurs. Tantôt anglaise, tantôt française par le passé, plusieurs fois reconstruite, la ville a longtemps été le poumon économique de l'île. Le touriste trouvera au syndicat d’initiative les guides des hôtels et restaurants, la liste des lieux à visiter, et le calendrier des manifestations culturelles de la ville.
Située à la croisée de la Grande-Terre et de la Basse-Terre, la ville mérite une petite promenade vers sa marina et sur les quais du port maritime pour contempler le petit Cul-de-sac marin et voir la foule pressée sur les billetteries en partance pour les îles de Marie-Galante et des Saintes.

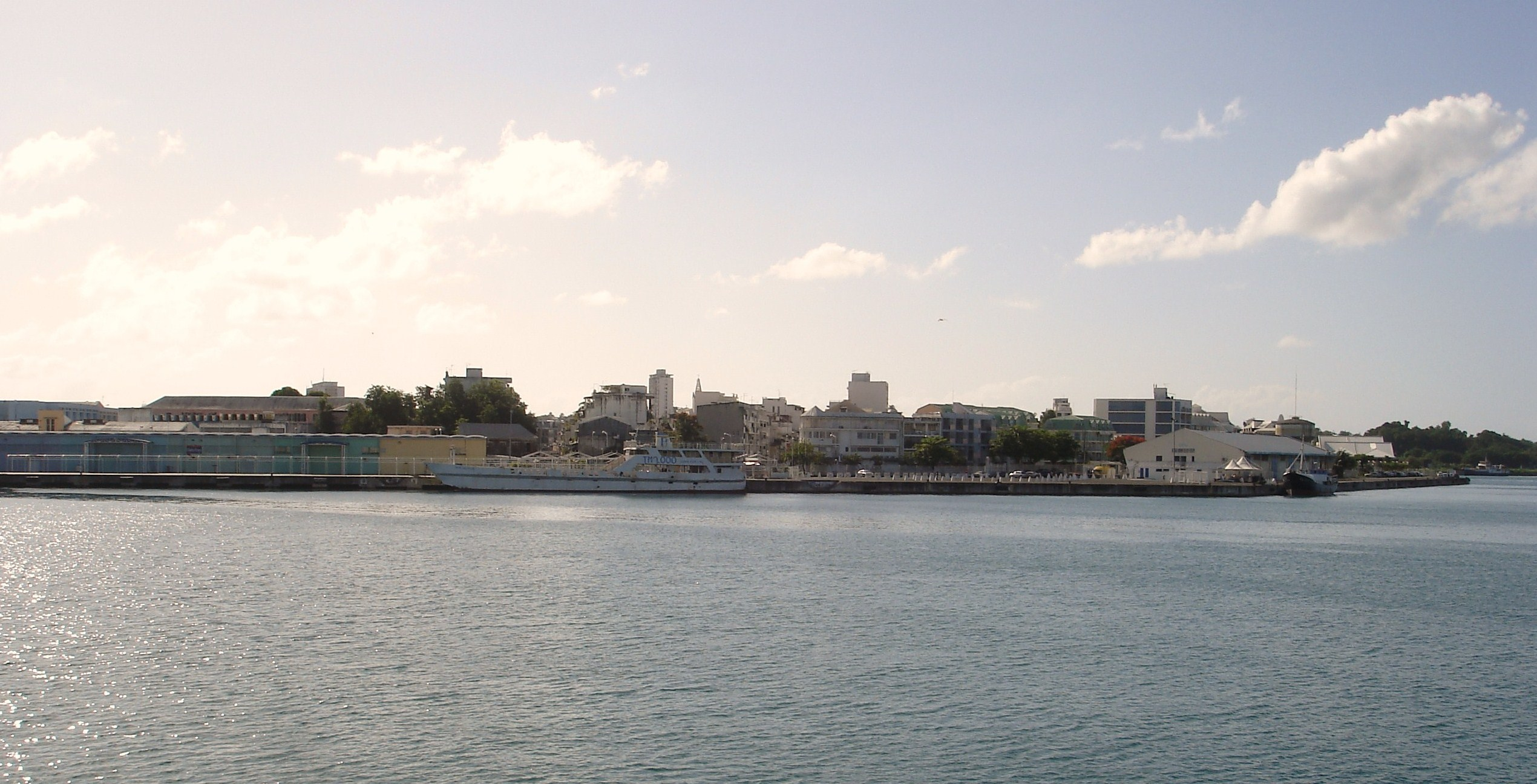
Port maritime de Pointe-à-Pitre.

### Morne-à-l'Eau

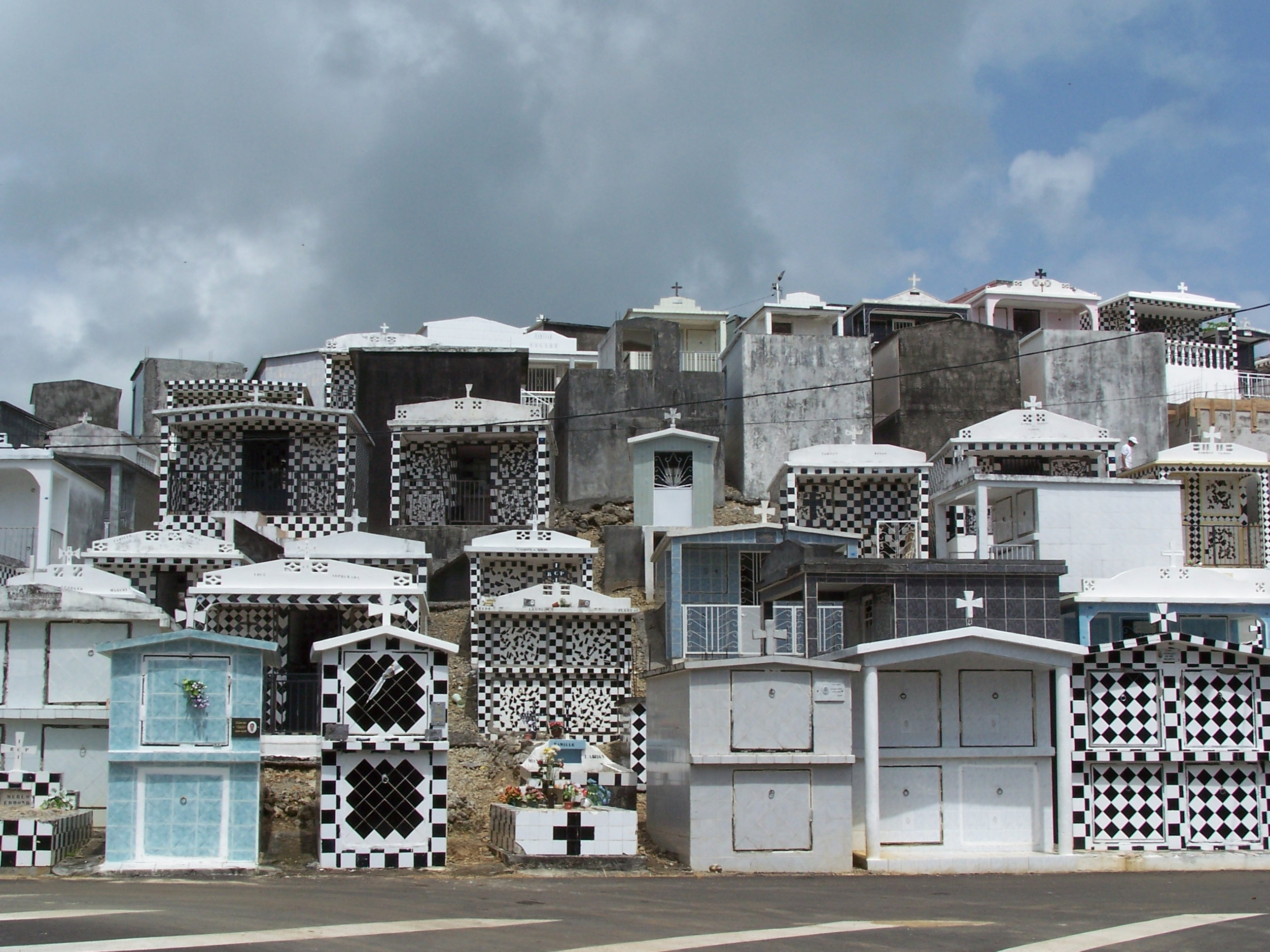
Le cimetière de Morne-à-l'Eau.

La commune de Morne-à-l'Eau est située entre la mangrove, les grands fonds et la plaine cultivée de canne à sucre.
Le quartier des pêcheurs est le point de départ des bateaux touristiques pour la découverte des mangroves de Grand-Cul-de-Sac-Marin. Un canal qui porte le nom du gouverneur « Le baron des Rotours », relie la commune de Morne-à-l'Eau au Grand-Cul-de-Sac-Marin. Sa construction achevée en 1829 a coûté la mort à une trentaine d'hommes libres et d'esclaves. Ce canal sert au transport de la canne à sucre, et à approvisionner l'usine de Blachet ouverte en 1869. L'église Saint-André, dans le centre-ville, est l'une des sept églises construites en béton armé par l'architecte Ali Tur. Elle est classée aux monuments historiques. Enfin, la ville est principalement célèbre pour son cimetière aux tombes décorées en damier noir et blanc.

### Les distilleries de Guadeloupe

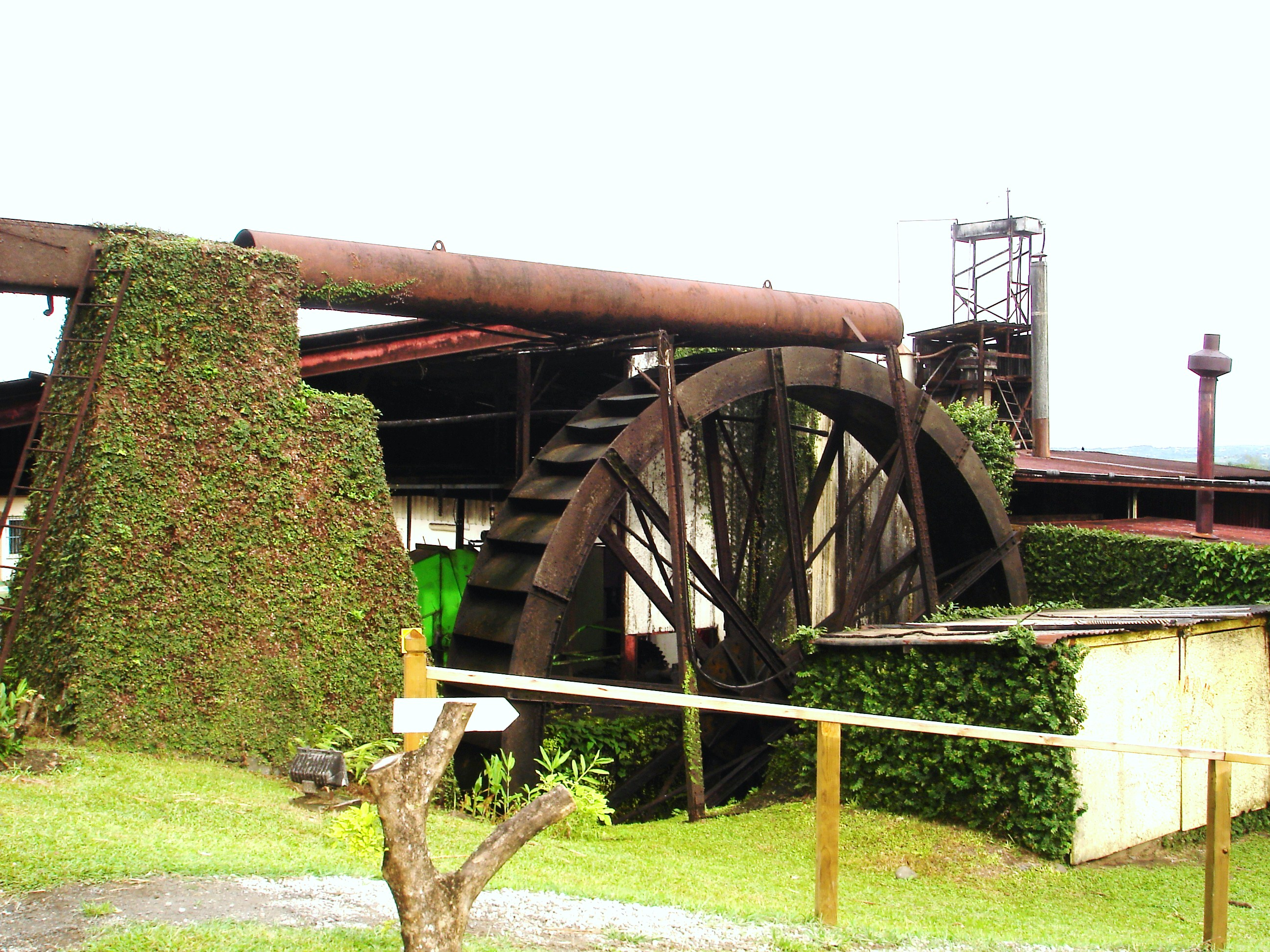
Roue à aubes du domaine Séverin

La visite d'une distillerie de rhum permet de retracer trois siècles d’évolution des techniques de fabrication du rhum et de la culture de la canne à sucre par vidéo et visite guidée, souvent à l'aide d'un petit train.
En 1939, il y avait 55 distilleries en Guadeloupe. En 1954, il en restait 37 et depuis le début des années 1970, seulement neuf. Le rhum de la Guadeloupe n’a pas d’appellation d’origine contrôlée. On distille des rhums agricoles et des rhums industriels plus bruts qu'en Martinique. On peut visiter des distilleries « fumantes » qui distillent et produisent du rhum pour plusieurs producteurs différents, et des « non-fumantes » qui possèdent une partie de leur exploitation de canne à sucre encore active, avec embouteillage sur place et des fûts pour faire vieillir ses propres rhums. Les propriétaires de ces distilleries ont souvent d'autres passions, tel que réunir quelques espèces d'insectes ou d'élever des ouassous (sortes d'écrevisses) dans des bassins aménagés, ou possèdent des parcs de fleurs tropicales, ce qui agrémente et termine la visite par une balade nature.

## Économie du tourisme en Guadeloupe

Points d'intérêts touristiques de la Guadeloupe.

La fréquentation touristique de la Guadeloupe est en hausse régulière depuis les événements sociaux de 2009: l’INSEE a recensé 360000 touristes en 2009, et 487000 en 2013.
En 2005, 525 000 passagers ont embarqué vers la France depuis l'aéroport de Pointe-à-Pitre/Abymes. Sur les 381 000 touristes retournant en métropole, 370 000 ont séjourné en Guadeloupe et 11 000 ont participé à une croisière. Ces visiteurs ont passé plus de 5 millions de nuits en Guadeloupe, soit une durée moyenne de séjour de 13 jours. Les 144 000 voyageurs restants sont à 70 % des résidents guadeloupéens.
Sur ces 525 000 passagers :
- 147 000 visiteurs sont logés par la famille ou par des amis (séjour moyen de 21 jours)
- 84 000 passagers choisissent les séjours en location (séjour de 23 jours pour les retraités et 11 jours pour les exploitants agricoles)
- 60 000 passagers choisissent de séjourner en gite (séjour de 17 jours pour les retraités et 10 jours pour les cadres supérieurs)
- 90 000 passagers choisissent de séjourner en hôtel (séjour de 10 jours pour les retraités et 8 jours pour les cadres supérieurs, mais 1 jour seulement pour les adeptes des croisières).
- 144 000 voyageurs embarqués vers la métropole depuis l'aéroport de Pointe-à-Pitre/Abymes sont à majorité des résidents guadeloupéens.

### Les touristes de séjour

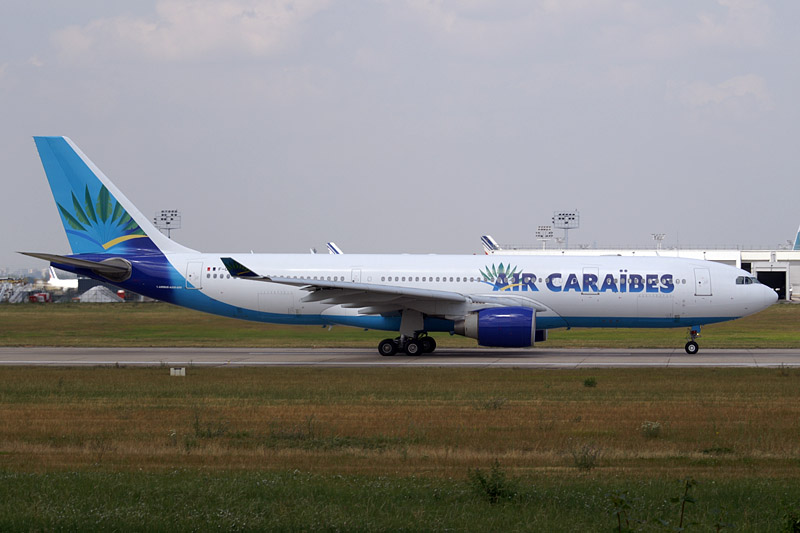
Air Caraïbes, compagnie aérienne régionale

Sur 147 000 visiteurs logés par la famille ou par des amis en Guadeloupe, 92 % résident en France et plus précisément en Île-de-France (32 %), suivie des régions Rhône-Alpes (7 %) et Provence-Alpes-Côte d'Azur (5 %). Les ressortissants des autres pays d’Europe représentent 7 % provenant d’Italie, de Suisse, de Belgique, d'Allemagne, et du Royaume-Uni. Les professions libérales et les cadres supérieurs représentent plus d’un quart des touristes sur l'archipel (27 %), suivis des employés, policiers, militaires (20 %), des professions intermédiaires (18 %) et des retraités (13 %).

### Les touristes hôteliers
Les 90 000 touristes logeant à l'hôtel, sont en majorité des retraités et des cadres supérieurs, dont 46 % de français, et les 54 % restants sont soit étrangers, soit touristes à séjour court organisé lors d'une croisière.
Les touristes français préfèrent séjourner sur la Guadeloupe (16 %), et se tournent de plus en plus vers les hôtels de moins de 3 étoiles (38 %). Les touristes étrangers préfèrent séjourner sur les Îles des Saintes, Marie-Galante, La Désirade, (25 %), et choisissent les hôtels d’au moins trois étoiles (90 % d’entre eux).

### Enquête sur la fréquentation hôtelière

1- source : Enquête de fréquentation hôtelière -Insee-Direction du Tourisme

2- source : Enquête de fréquentation hôtelière -Insee-Direction du Tourisme

3 - source : Enquête de fréquentation hôtelière -Insee-Direction du Tourisme

Le premier graphique montre que le nombre total moyen des nuits passées par les clients dans les hôtels au cours d'un mois est faible. Sitôt arrivés sur place, les visiteurs privilégient l'hôtel mais, sur place, ils recherchent d'autres solutions tel que l'hébergement en gite ou éventuellement chez l’habitant.
Le deuxième graphique montre que le nombre total moyen des nuits passées en 2008 par les touristes en Guadeloupe dans les hôtels est globalement en légère baisse par rapport à l'année 2007 écoulée.
Le troisième graphique montre que le nombre total moyen des nuits passées par les touristes étrangers dans les hôtels sont depuis mars 2008 en hausse, ce qui confirme un accroissement significatif des nuitées passées sur l'archipel (12 % contre 3 %) depuis le mois de mai 2007.
- Nuitées : Nombre total des nuits passées par les clients dans les hôtels au cours du mois : un couple séjournant 3 nuits consécutives dans un hôtel correspondra à 6 nuitées.
- Durée moyenne de séjour : Rapport du nombre total de nuitées au nombre total d'arrivées de clients hébergés pour le mois concerné.
- Part des nuitées étrangères : Rapport entre le nombre total des nuitées et le nombre de nuitées passées par la clientèle domiciliée à l’étranger, pour le mois concerné.[27]

Ces trois graphiques montrent que la Guadeloupe est fréquentée essentiellement par des touristes français ayant de fortes attaches familiales dans le département, et est de plus en plus boudée par les français de la métropole, mais attire de plus en plus les visiteurs étrangers. Cependant, les structures touristiques visant l'accueil de la clientèle américaine, notamment l'hôtellerie de luxe, sont pratiquement inexistantes.
En 2013, le taux d'occupation moyen des hôtels a été légèrement plus important par rapport à ces 5 dernières années.

### Sources et bibliographie
- Jean-Michel Renault, La Guadeloupe : guide touristique et pratique, Saint Barthélemy, F.W.I, Editions du Pélican, 1985, 136 p. (ISBN 978-2-903696-02-3 et 2-903-69602-0, OCLC 14967631)
- Jean-Claude Baptistide, Tourisme et développement de la Guadeloupe, Basse-Terre, Archives départementales de la Guadeloupe, 1980, 361 p. (OCLC 8953319)
- Georges Cazes, Etudes sur le tourisme à la Guadeloupe ..., Pointe-à-Pitre, G.U.R.I.C., coll. « Groupe universitaire de recherches inter-caraïbes. Etudes et documents » (no 4), décembre 1969 (OCLC 26405493)
- Olivier Dehoorne (dir.), Pascal Saffache (dir.) et al., Mondes insulaires tropicaux : géopolitique, économie et développement durable, Paris, Ellipses, coll. « Carrefours », 2008, 251 p. (ISBN 978-2-7298-3684-9 et 2-729-83684-5, OCLC 300432474)[29]